# 営団5000系電車
営団5000系電車（えいだん5000けいでんしゃ）は、1964年（昭和39年）に登場した帝都高速度交通営団（営団）の通勤形電車である。2004年（平成16年）4月の営団地下鉄民営化に伴い、東京地下鉄（東京メトロ）に継承された。
本項目では一部説明で西船橋方先頭車の下2桁+50の編成番号を使用している（ただし、アルミ車編成は下2桁+40の編成番号。この表記の使用は東西線用で10両編成化後の編成を表す）。

## 概要
1964年（昭和39年）から1981年（昭和56年）にかけて428両（後述の事故廃車の代替車2両を含む）が製造された。東西線が日本国有鉄道（以下国鉄、現・東日本旅客鉄道〈以下JR東日本〉）中央緩行線との相互直通運転を行う予定であったことから、国鉄車に合わせて営団では初の20 m級車体となった。なお、後継車の05系が登場するまでは日本の地下鉄車両の中で最も車両数の多い系列だった。
設計時に最終的な編成は基本編成を7両編成（MT比6M1T）とし、ラッシュ時には付属となる3両編成 (2M1T) を増結して最大10両編成 (8M2T) で運行する計画であった。なお、この編成形態について営団は75 kW電動機による全電動車、国鉄は110 kW電動機による付随車を連結した6M4Tと編成構成の見解に相違があり、協議の結果、電動機は100 kWまたは110 kW品使用による8M2T編成とすることに落ちついた。
車両形式については日比谷線3000系において4000番台の車両番号も使用されていることから、都市計画第5号線ともゴロ合わせの良い「5000系」を使用することになった。この車両の基本的な車体は国鉄103系がベースであり、車両性能面は3000系のマイナーチェンジ車としてコストを抑えた設計となっている。
この5000系では、3000系までとは方針を変更し、経済性を重視して設計することとなった。
1. 外観は製造コストの低い通勤車とする。
2. 保守性や消耗部の長寿命化を優先する。
3. 工場入場日数を短くするため機器を交換しやすい構造とする。
4. 車内は従来車程度とする。

## 車体
前面形状は3000系の曲面構成に対し、製作工程の容易化のために三面折り妻構成の準切妻型とした。3000系では縦並びに配置されていた前照灯と尾灯は横並びに改められたほか、前照灯は前方視認性向上の観点からシールドビーム式を採用した。車体構造は3000系に引き続いて骨組みに普通鋼、外板にステンレス鋼を使用するスキンステンレス車を採用した。車体の補強として設置するコルゲートは同系列よりも簡単な形状とした。
片側側面に4か所の両開き客用扉を配し、2段式の側窓と細長い戸袋窓がそれぞれドア間に2つ、車端部に1つずつ設けられている。側窓の外枠は2次車までは丸みを帯びているが、3次車から丸みがなくなった。側扉は戸袋への引き込み事故を防ぐ目的で、窓が極端に小さなデザインのものが営団で初めて採用された。
車体は無塗装の金属地肌で、前面・側面とも窓下にラインカラーの帯（東西線はスカイブルー色、千代田線はグリーン色）が巻かれている。昔の等級制を思い出させるという理由で日比谷線では路線識別帯を採用しなかったが、東西線ではタバコのハイライトの包装紙と同色の「ハイライト・ブルー」を使用した。このほか、千代田線に投入されて東西線に転属した車両の一部は、一時的にグリーン帯の状態で東西線で使われていた（一般公開で展示されていた写真による）。
当初の前面識別帯は側面と同じ115 mm幅（1次車は80 mm幅）であったが、千代田線投入分では1970年（昭和45年）10月からの国鉄常磐緩行線乗り入れ改造時に530 mm幅に拡大する改造を実施した。東西線用においても、1971年（昭和46年）11月から1973年（昭和48年）3月にかけて全先頭車の前面帯を530 mm幅に拡大した。これは国鉄の保線作業者が曇りの日の作業時に列車接近が分かりづらいとの意見からである。
当初の車両番号表記は側面のみ配置し、前面には配置していなかった。ただし、製造途中から連結器横の機器箱にペンキ書きで車両番号が記載され、その後1970年代後半に前面識別帯中央部に車両番号板が設置された。また、1990年代前半からは車掌台側の前面ガラスに編成番号表記が貼り付けされた。1978年（昭和53年）以降、誘導無線の感度向上のため、東西線用では運転席側の端部に誘導無線用アンテナが増設された。

## 車内
客室内装は基本的に3000系をベースに製作した。化粧板は濃いクリーム色、天井は白色のメラミン樹脂積層板を使用した。座席モケットは1人分の掛け幅は430 mm幅で、当初はエンジ色の表地であり、座席端の仕切りはパイプで仕切るものである。3000系では省略されていた床面の主電動機点検蓋（トラップドア）は保守を考慮して設置した。
客室側窓は二段式で、上下の窓は同じレール上にあり上段上昇（全開する）・下段上昇（75 mmだけ上昇）するものである。直通運転に備え、側窓の遮光装置は3000系の板状の「カーテン戸」から巻き上げ式カーテンを設置した。
側扉は前述した小形窓のもので、扉の客室側は化粧板仕上げとしている。天井の送風機・扇風機については次車分類の項で記載する。車両間貫通路は片開き扉（窓は側面のように小さくない）の付いた狭幅のもので妻窓を設置している。
乗務員室
運転台については回転式ツーハンドルで、デッドマン装置付きである。力行は1 - 4ノッチ、ブレーキ弁は電磁直通式である。速度計の最大目盛りは120 km/hである。
乗務員室背面仕切壁は中央に乗務員室扉があり、その左右にも窓があるもので、遮光幕は客室側から向かって左側の窓と乗務員室扉窓で使用される。

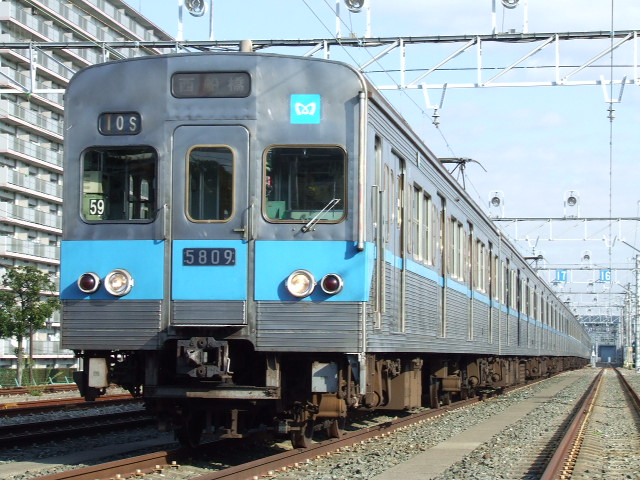
5000系ステンレス車 （2006年、深川検車区）
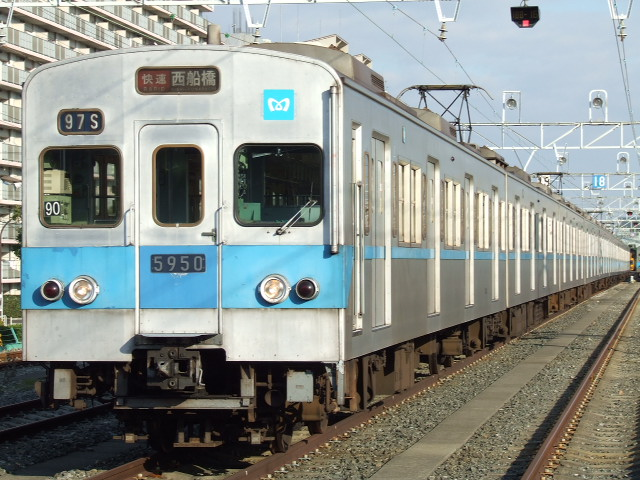
5000系アルミ車 （2006年、深川検車区）
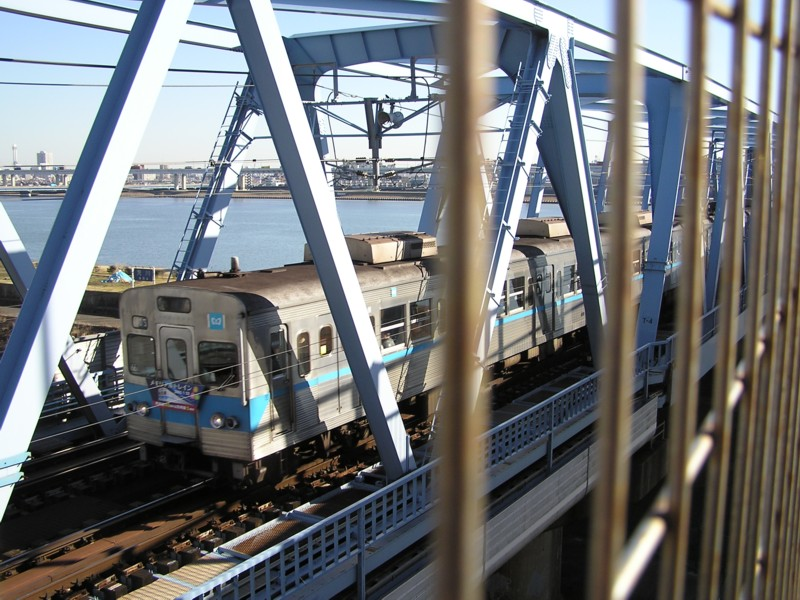
メモリアルトレイン （2005年1月22日、西葛西 - 南砂町）
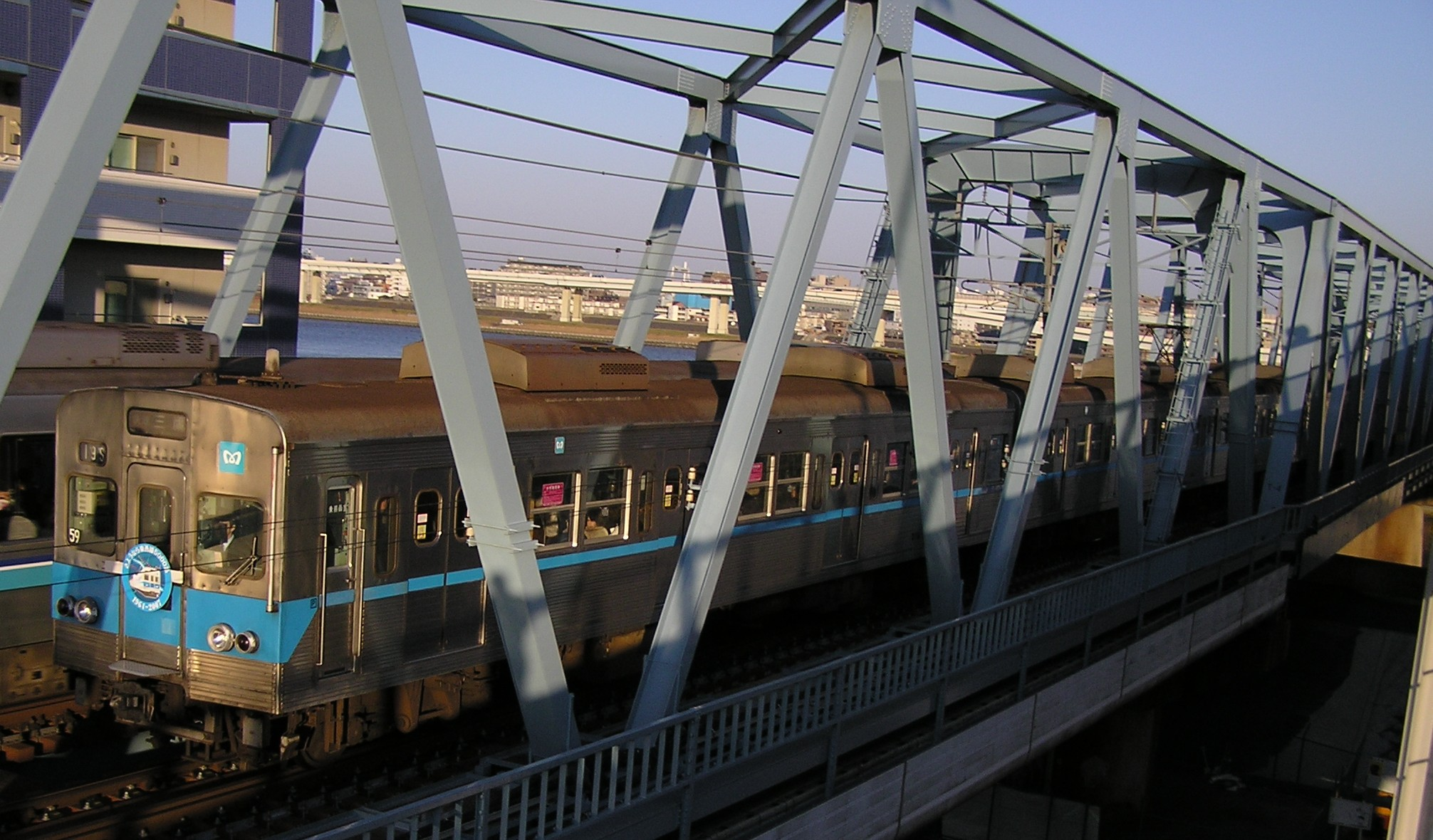
東西線営業運転終了ヘッドマーク設置車 （2007年2月11日、西葛西 - 南砂町）
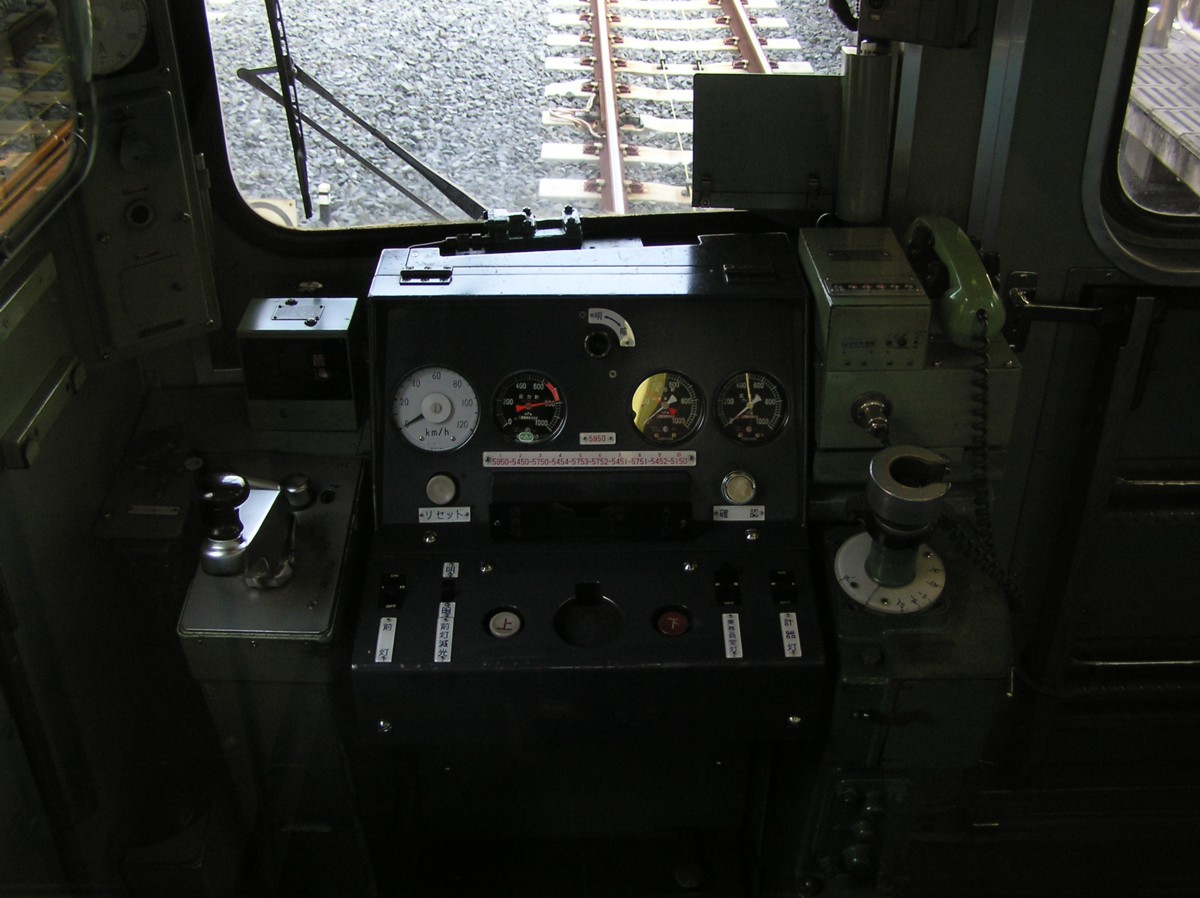
5950の運転台 （2005年7月31日）
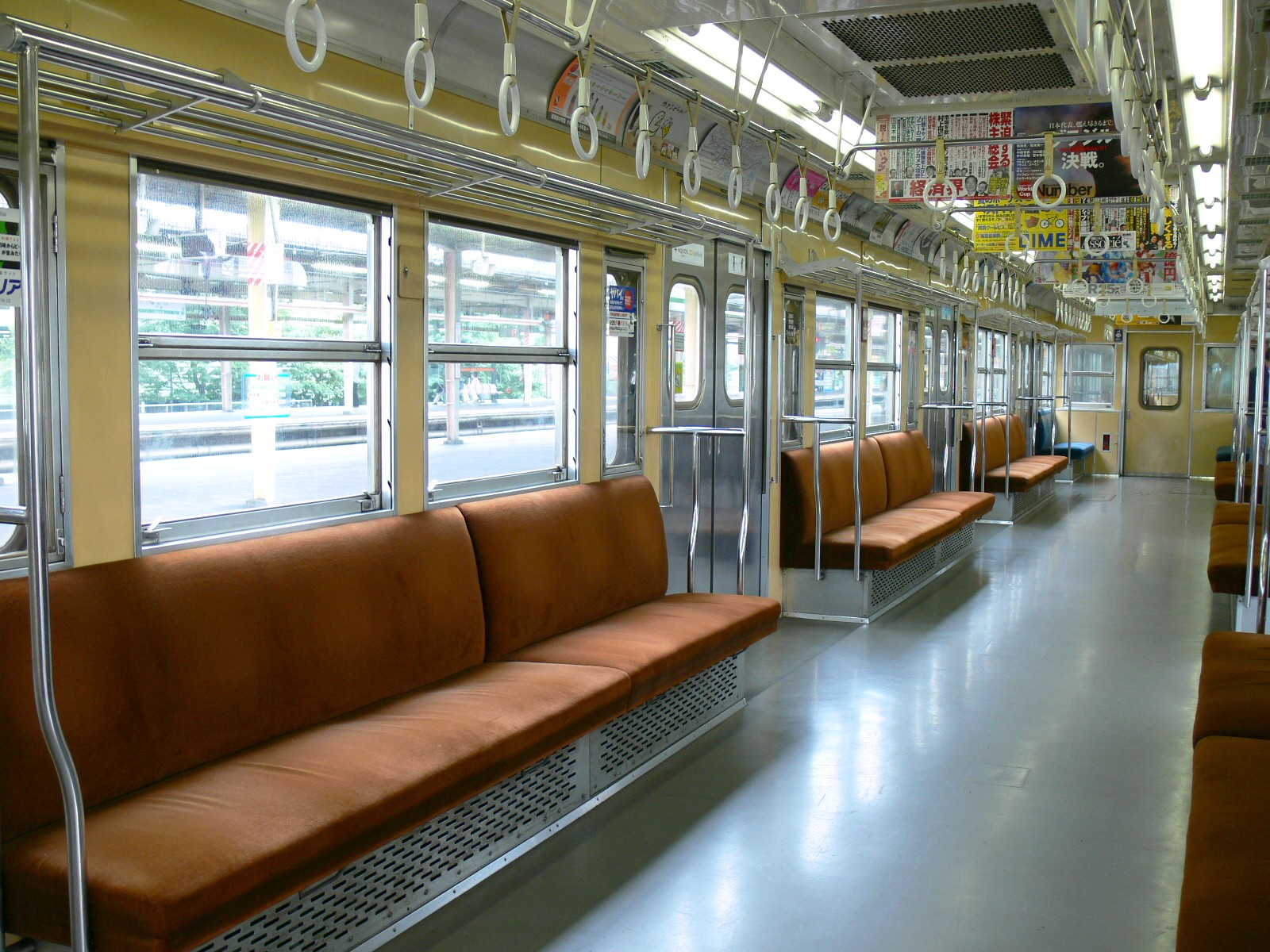
車内の様子（67番編成の中間車） （2006年6月22日）

## 機器類
主制御器は3000系と同様の三菱電機製電動カム軸式抵抗制御方式（ABFM-138-15MDH形）で、起動時に直並列切替を早めに行う点や、バーニア制御による多段方式で、パターン制御を採用している点は同様である。ただし、起動加速度は3.5 km/h/sとし、製造コストを下げるため主制御器の制御段数は力行53段（直列18段、並列25段、弱め界磁10段）、ブレーキ41段（全界磁）とし、またノッチオフ時はステップ戻しは行わず減流遮断方式とした。制御方式は1C8M方式であり、編成は必ず電動車数が偶数になるように組まれた。
主電動機は3000系の1社製造から、本形式では同仕様のものを数社で製造することとなり、三菱電機・日立製作所・東京芝浦電気・東洋電機製造4社の共通設計となった。主電動機はメーカー形式（三菱MB-3088Aなど・日立HS-835Arbなど・東芝SE-549など・東洋TDK-881-Aなど）の他に「MM-5A形」などと営団形式が付けられている。主電動機出力は100 kW（端子電圧375 V・電流300 A・回転数1,450 rpm）で、各電動車に4基ずつ搭載する。3000系のものを車体大型化・付随車連結のために増強した形で、弱め界磁率は同じ30 %である。出力こそ100 kWだが実用スペックは国鉄MT55に近く、しかも地下鉄用のため低騒音型である。歯車比は3000系の6.53に対して6.19とやや高速向きの設定とした。
台車は製造時の1 - 4次車は枕ばねにダイヤフラム形空気ばねを使用したミンデンドイツ式（両板ばね式）軸箱支持方式のFS358形台車を採用した。この台車は軸箱の前後から板ばねで支えるため、台車全体が大形化している。ただし車輪径は860 mm、軸距は2,100 mmに収まっている。
なお、このタイプの台車は後年に台車枠の亀裂と製作上の欠陥が明らかとなり、電動車は1979年（昭和54年）10月から1987年（昭和62年）1月にかけてS形ミンデン式台車FS502形（途中からSU形ミンデン式台車FS502A形）へと交換が進められた。 1990年代からは5800形（CT車）にも交換が実施された。
5次車からはS形ミンデン式（片板ばね式）軸箱支持方式のFS502形台車に変更し、台車全体の小形化を図った。最終増備車となる7次車は同タイプだが、U形ゴムパッドを挿入したSU形ミンデン式台車FS502B形を使用する。
基礎ブレーキ装置は片押し式のセミユニットブレーキ方式を採用し、構造の簡素化と保守性の向上を図った。その後、営団地下鉄ではユニットブレーキ方式の研究開発を続け、1988年（昭和63年）落成の日比谷線03系・東西線05系以降の新系列車両で本格的な実用化につながった。
電動発電機 (MG) は全ての電源を集約したもので、出力12 kVA品を搭載する。空気圧縮機 (CP) は4次車まではロータリー式のAR-2形（吐出量1900 L/min）を搭載していたが、5次車からはレシプロ式のC-2000M形（吐出量2,130 L/min）に変更した。その後、ロータリー式を搭載する車両は1980年代後半にレシプロ式C-2000M形へと交換が進められた。
ブレーキ装置は3000系同様の発電ブレーキ併用の電磁直通ブレーキ（HSC-D形）を採用しているが、本形式ではT車遅れ込め制御を併用し、省エネルギー化を図っている。改正により義務付けられた保安ブレーキ装置は5次車から新製設置され、1979年（昭和54年）7月以降、在来車も全車両が設置改造を受けた。
パンタグラフは剛体架線対応形で、主制御器を搭載する5200形と制御電動車の5000形に搭載されていたが、東西線用の5000形のものは後年に撤去された。パンタグラフは菱形搭載車はPT-43-F、シングルアーム式搭載車はPT-7136-Aを搭載していた。
| 形式   | ステンレス車 非冷房車 | アルミ車 非冷房車 | ステンレス車 冷房改造車 | アルミ車 冷房改造車 |
| ------ | --------------------- | ----------------- | ----------------------- | ------------------- |
| 5000形 | 36.0 t                | 31.5 t            | 37.1 t                  | 32.6 t              |
| 5200形 | 36.0 t                | 31.5 t            | 38.0 t                  | 33.5 t              |
| 5600形 | 35.0 t                | 30.5 t            | 36.1 t                  | 31.6 t              |
| 5800形 | 27.5 t                | 23.0 t            | 31.0 t                  | 26.5 t              |
| 5100形 | 35.0 t                | なし              | 36.1 t                  | なし                |
| 5900形 | 26.5 t                | なし              | 30.0 t                  | なし                |

上記は東西線や千代田線の標準車両の重量を示す。千代田線北綾瀬支線用車両は上記の表とは異なる。

## 車種
前述のとおり最終的な製造車両数は428両で、内訳はステンレス車が405両と事故代替車が2両、アルミ車が21両である。ただし、下記の製造両数に事故代替車は含まない。
- 5000形（アルミ車は5150 - と区分）・計51両
  - ステンレス車5001 - 5048号・アルミ車5150 - 5152号
  - 電動発電機 (MG) と空気圧縮機 (CP) 、蓄電池 (BT) を搭載する制御電動車。5200形とユニットを組んで使用される。東西線では中野、千代田線では北綾瀬側の先頭に連結される。当初は全車両にパンタグラフを設置していたが、後に東西線用車両では撤去されている。
  - 下記編成表ではCMと表記する。
- 5200形（アルミ車は5450 - と区分）・計174両
  - ステンレス車5201 - 5365号・アルミ車5450 - 5458号
  - パンタグラフと主制御器を搭載する中間電動車。5000形・5600形・5100形のいずれかとユニットを組んで使用される。ステンレス車は製造数が100両を超えたため、車両番号は5300番台に突入した。
  - 下記編成表ではM1と表記する。
- 5600形（アルミ車は5750 - と区分）・計96両
  - ステンレス車5601 - 5690号・アルミ車5750 - 5755号
  - MGとCP、BTを搭載する中間電動車。2次車以降で製造され、5000形を中間車化した構造となっており、5200形とユニットを組んで使用される。
  - 下記編成表ではM2と表記する。
- 5800形（アルミ車は5950 - と区分）・計51両
  - ステンレス車5801 - 5848号・アルミ車5950 - 5952号
  - 制御車。東西線では西船橋、千代田線では代々木上原（本線）・綾瀬（北綾瀬支線）側の先頭に連結される。
  - 下記編成表ではCTと表記する。
- 5100形（ステンレス車のみ製造）・計27両
  - 5101 - 5127号
  - 5600形に準じた中間電動車だが、車庫内での移動のために中野・綾瀬側の車端に収納式の簡易運転台が設置されている。5次車以降で製造され、5200形とユニットを組んで使用される。
  - 下記編成表ではMcと表記する。
- 5900形（ステンレス車のみ製造）・計27両
  - 5901 - 5927号
  - 5次車以降で製造された付随車。5100形と同様に西船橋・代々木上原側の車端に簡易運転台が設置されている。
  - 下記編成表ではTcと表記する。

※車両需給の関係で5200形3両と5600形4両（うち1両はアルミ車）が電装解除されて5900形相当の付随車となっている。ただし、簡易運転台は設置されていない。

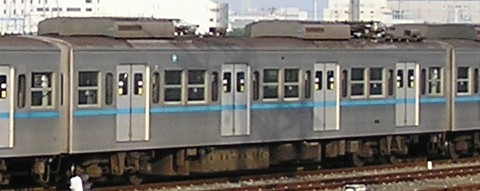
5200形アルミ車 第90編成5452号 （2006年）
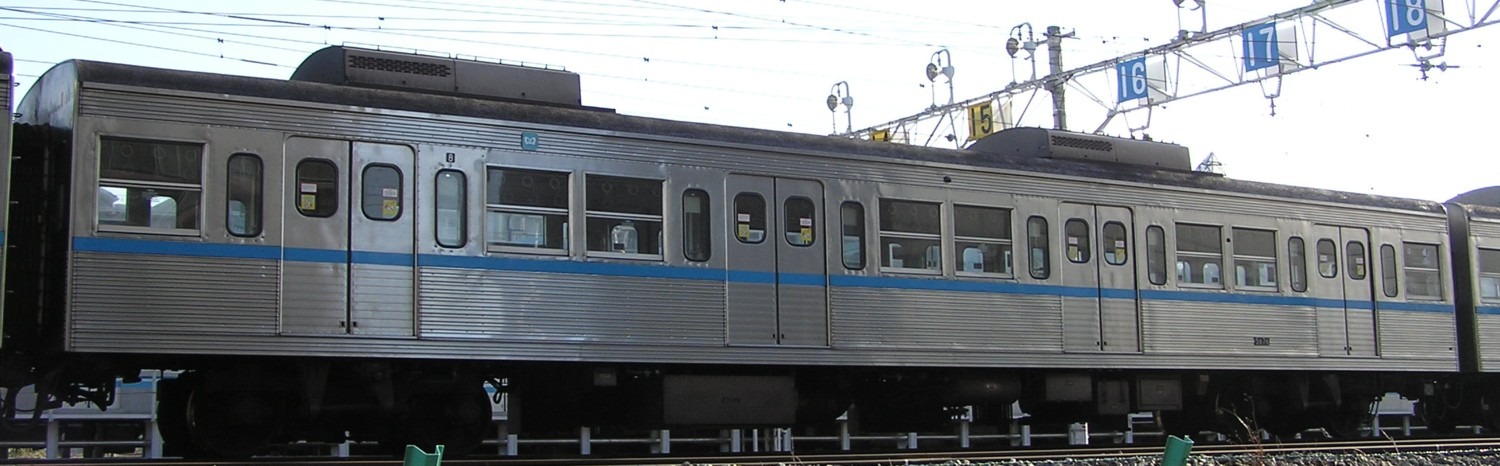
5600形 第59編成5676号 （2007年）
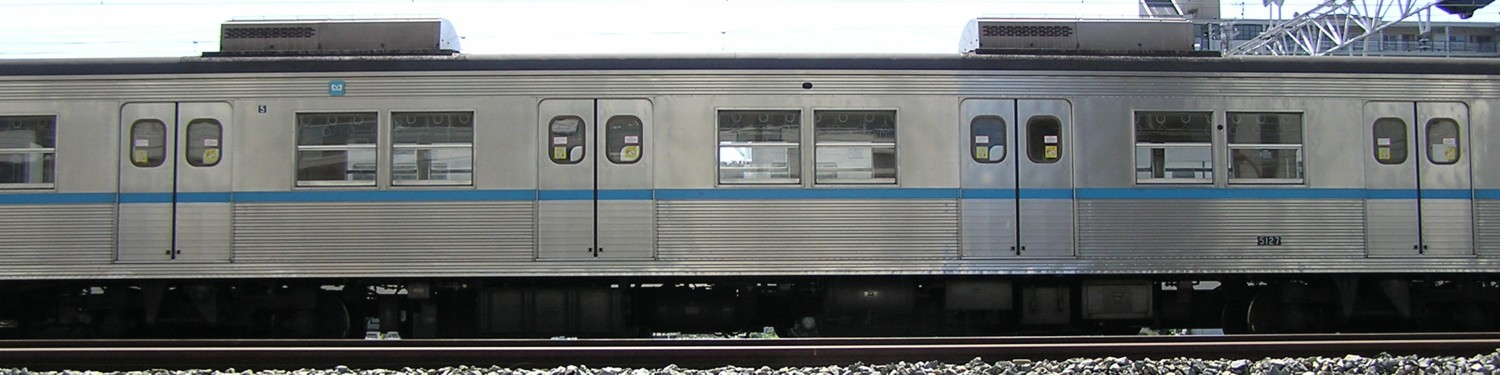
5100形 第67編成5127号 （2006年）
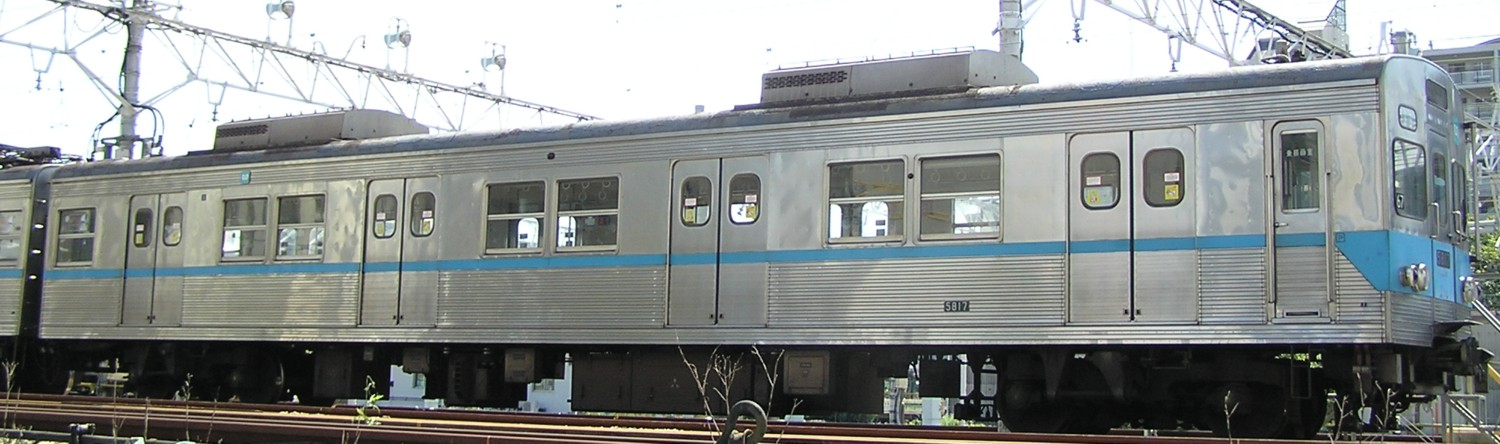
5800形 第67編成5817号 （2006年）
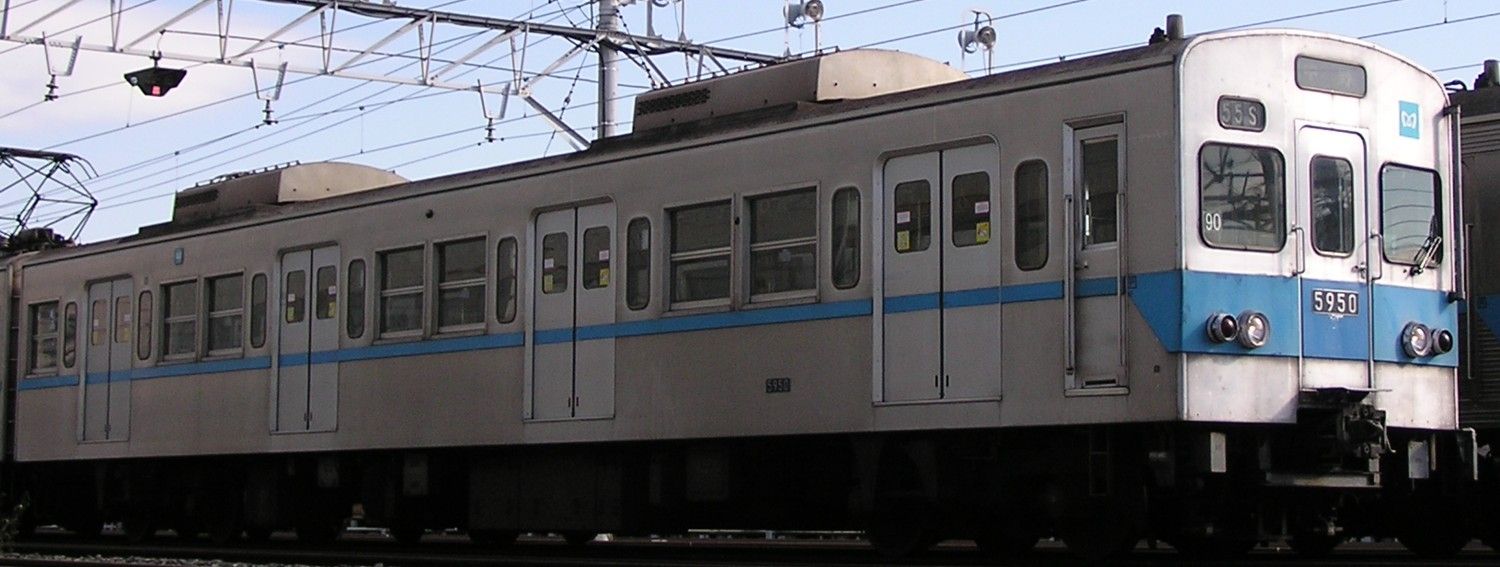
5800形アルミ車 第90編成5950号 （2006年）
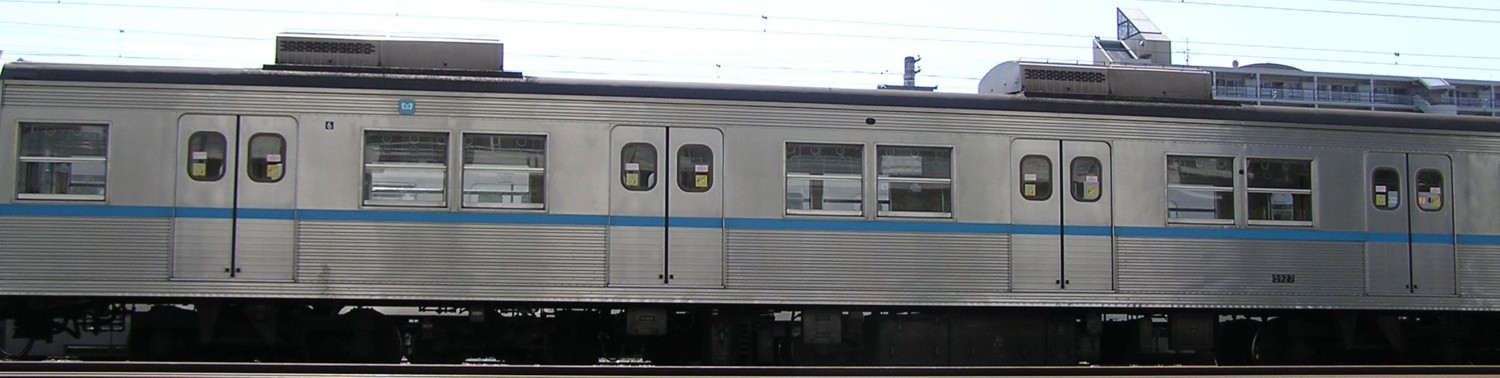
5900形 第67編成5927号 （2006年）

## 次車分類
下記の次車分類は東西線用を基本として記載し、千代田線投入分の車両は別途記載する。
編成両数の変遷は以下の通り
- 東西線用
  - 3両編成→7両編成→（暫定8両・9両編成）→10両編成

- 千代田線本線用
  - 3両編成→5両編成→10両編成（5両編成2本を連結）

- 千代田線北綾瀬支線用
  - 3両編成

増備過程は複雑であるが、基本的には編成車として東西線用7両編成41本（287両）と千代田線用5両編成10本（50両）が製造された。その後、1977年（昭和52年）以降に東西線用には輸送力増強用として中間車86両を、千代田線には北綾瀬支線車両捻出用に中間車3両が増備された。
これをもって全426両の増備を完了するが、1981年（昭和56年）9月14日には千代田線用は53両のうち北綾瀬支線用の6両を残して、47両が東西線に転属した。
なお、東西線用の1 - 4次車 287両、千代田線用の4次車 50両は信託車両で導入されている。信託期間は5年度間であるが、期間を待たず東西線用は1971年度（昭和46年度）、千代田線用は1972年度（昭和47年度）までに全車両の繰り上げ支払いをしており、同年度末までに信託車両は解消された。

### 1次車（1964年製）
- 5001 - 5006号・5201 - 5206号・5801 - 5806号

東西線最初の開業区間である高田馬場 - 九段下間開業用として3両編成6本が製造された。
車内には外気導入（押し込み）形の軸流送風機（ファンデリア）が設置され、車外屋根上の通風器（ベンチレーター）は八角形状のものが搭載されていた。主制御器は重量や配線バランスを考慮して車体中央に配置していた（2次車の項を参照。）が、後年のB修工事時に2次車以降と同一形態に改造された。
車体識別帯は80 mm幅のステンレス鋼板にアクリル焼付け塗装した帯を配置していたが、1967年（昭和42年）4月より2次車と同様の115 mm幅のアルミ形材帯に交換した。これは次に述べる竹ノ塚検車区（当時・現在は千住検車区竹ノ塚分室）における2回目の定期検査時（全般検査）に施工をした。当初は国鉄線乗り入れ機器は搭載していなかったが、1966年（昭和41年）1月から、飯田橋検車区内でATS-Bと信号炎管の取り付け改造を施工し、同時に先頭車運転席窓上部に営団団章Sマークを貼り付けた。

#### 車両搬入と飯田橋検車区
開業当初の東西線は地上部がなく他路線との接続もないため、九段下 - 竹橋間（この区間は次期開業予定区間）の本線トンネル上部に搬入口を設置し、クレーン車2台を用いて約11 m下の地下に搬入させた。1964年（昭和39年）10月下旬から12月まで1か月半をかけて搬入させた。
この区間の開業時は地上に車両基地が確保出来ないため、地下に飯田橋検車区を設置し、この場所で1か月検査・毎日検査（当時の名称。現在は月検査・列車検査と呼称する。）・車両清掃などを実施した。また、同所では車輪転削や車輪交換ができないため、車輪踏面を保護するために最高速度を40 km/hに抑えて運転をしていた。

### 2次車（1966年製）
- ステンレス車5007 - 5018号・5207 - 5254号・5601 - 5636号・5807 - 5818号
- アルミ車5150号・5450 - 5452号・5750・5751号・5950号

中野 - 高田馬場間および九段下 - 竹橋間開業用として1966年（昭和41年）1月から3月にかけて1次車の7両編成化用中間車6本分（中間車4両を6本分）と7両編成8本が製造された。さらに同年7月から8月には、約半年後に開業する竹橋 - 大手町開業分として7両編成5本が製造された。2次車の合計数は115両で、東西線全体では7両編成19本の陣容となった。
車体識別帯を1次車の80 mm幅から115 mm幅のアルミニウム形材帯に変更したが、前述した通り、後に全車両の前面識別帯を530 mm幅に拡大した。この2次車から国鉄線への乗り入れを行うことからATS-B形と信号炎管を搭載した。また、以降の先頭車には前面密着連結器の下に電気連結器を設置した。
前面方向幕位置を1次車よりも若干低い位置に変更した他、前面運行番号表示器の横幅を拡大した。さらに先頭車運転席窓上部に営団団章Sマークを設置した。1次車では3000系同様に主制御器を車体中央に配置し、それを挟んだ左右に主抵抗器を配置していた。しかし、奥まった主制御器の保守に苦労を要するため、以降は片側に主抵抗器をまとめて配置し、反対側に主制御器を配置する方式に変更した。
このうち5016号車は試験車としてS形ミンデン式台車FS364形を使用し、補助電源装置には電動発電機に代わって静止形インバータを採用したが、前者は後年の台車枠更新時にFS502形台車に交換、後者は標準の12 kVA電動発電機に交換されている。

#### 車両搬入と定期検査の施工
2次車の車両搬入は当初国鉄線内を自力回送する予定であったが、様々な事情から一般的な甲種鉄道車両輸送となった。7両編成13本は国鉄三鷹電車区（現・JR東日本三鷹車両センター）に搬入し、三鷹電車区の敷地を借用した飯田橋検車区三鷹出張所で受取検査・整備等を実施した。その後は中央線三鷹 - 日野間で試運転を行ったほか、一部車両は武蔵小金井電車区豊田派出（現・JR東日本豊田車両センター）に留置した。一方で1次車に増結するための24両は、後述する重要部点検に合わせて増結を行うため千住工場へと搬入された。
この時期には1次車が法定検査周期を迎えており、重要部検査を日比谷線千住工場で施工するため、同工場まで国鉄線経由で自力回送された。この検査に合わせて1次車6編成のうち、4編成は同車庫で7両編成化された。出場試運転・新車の性能確認試運転は日比谷線終電後に南千住 - 上野間で実施した。
注 : 当時の法定検査周期は重要部検査は1年6か月または走行距離25万 km以内、全般検査は3年以内である。なお、国鉄線経由の回送ルートは三鷹電車区から中央線経由で新宿へ、そこから山手線（内回り）を経由して上野へ行き、さらに常磐線に入って北千住からは東武伊勢崎線に入り、日比谷線南千住駅へ回送するという複雑なルートとなった。
なお、東西線深川工場の発足は1968年（昭和43年）4月であり、それまでの東西線車両の定期検査については1967年（昭和42年）4月から1968年（昭和43年）3月まで同様の回送ルートで、竹ノ塚検車区（当時）で定期検査業務を実施した。

#### アルミ車について
1966年（昭和41年）製の7両編成1本と1967年（昭和42年）製の7両編成2本（14両）の計21両は、構体材料をアルミ合金とした試作製造車両である。営団内部では1965年（昭和40年）に研究・検討を始めており、アルミ合金製の構体構造・使用形材は同時期に製造された国鉄301系と同一である。車体の材質以外は車体寸法、客室内装、走行機器等ステンレス車と同じとされた。構体重量はステンレス車の9,500 kgに対し、アルミ車はそれより3,550 kg軽い5,950 kgである。
外板表面はステンレスワイヤーブラシによるヘアライン仕上げで、2次車の7両（5950編成）は、さらにクリアラッカーを吹き付け塗装していたが、腐食が発生しやすいため、後にクリアラッカーは剥離された。この次の3次車の14両（5951・5952編成）は、化成皮膜処理を施工して、無塗装化を図っている。日本車輌製造製の車両（4次車まで）は、基本的に本店（名古屋製作所）で製作されたが、5951編成は東京支店（蕨製作所、埼玉県川口市。当時の住所は北足立郡芝村。1971年4月生産終了）
で製造された。
アルミ車の3編成は営業運転時における、車体の腐食状況や軽量化による消費電力量の削減効果の確認など、以後のアルミ車両の製作・発展に大きな役割を果たした。

#### 脱線転覆事故
2次車のうち5818号車と5252号車は1978年（昭和53年）2月の突風による脱線転覆事故で廃車となり、代替車が新製されている（後述）。

### 3次車（1967年製）
- ステンレス車5019 - 5025号・5255 - 5275号・5637 - 5650号・5819 - 5825号
- アルミ車5151・5152号・5453 - 5458号・5752 - 5755号・5951・5952号

大手町 - 東陽町間開業用の車両で、1967年（昭和42年）7月・8月に7両編成9本が増備された。
3次車の車両搬入は深川検車区（深川車両基地）が完成したため、隣接する国鉄総武本線越中島支線の越中島駅（現：越中島貨物駅）から深川検車区までレールを接続して連絡線とし、次に述べる4次車と千代田線用に採用を予定して東西線で走行試験を実施する6000系1・2次試作車の搬入に使用された。その後、この連絡線は撤去された。
車内の座席端仕切パイプと天井からのつり手棒受けは一体形のデザイン構成とした。車内では外気導入形の軸流送風機（ファンデリア）をやめ、将来の冷房化も視野に入れた扇風機方式を採用した。また、屋根構造も冷房装置の搭載に対応出来るように強化されているほか、屋根上通風器の形状が八角形状のものから箱型のものへ変更された。ステンレス車は客窓の枠が2次車までの角にRのついた形状から角形のタイプに変更されている。
車内のつり手は「リコ式」と呼ばれるばねによる跳ね上げ式から丸い輪をストラップで吊る通常のつり輪に変更した他、アルミ車のみ荷棚をパイプ式から金網式に変更した。なお、リコ式つり手を使用していた車両も後年に通常のつり輪に交換されている。使用する窓ガラスは、全て強化ガラスに変更した。この他、ステンレス車の前部構体下部に、事故時の運転士保護鋼板を追加、乗務員室内の配色はクリーム色からライトグリーン色に変更した。
汽車製造製7両編成2本のうち、1編成には試験用のATO装置の取り付け準備工事を実施した。

### 4次車（1968年 - 1969年製）
- 5026 - 5038号・5276 - 5314号・5651 - 5676号・5826 - 5838号

東陽町 - 西船橋間全線開業用の車両として1968年（昭和43年）11月から翌1969年（昭和44年）2月にかけて7両編成13本が増備された。この時点における東西線車両数は7両編成41本（ステンレス車38本、アルミ車3本）となった他、同線用の編成単位の増備は終了した。
なお、4次車では別途する千代田線初期開業用の50両も含まれる。
快速運転開始に備え自動進路設定装置 (ARC)（列車選別装置）と車掌台側前面窓内側に快速種別表示器を設置した。これらの装備は1 - 3次車にも設置改造工事が実施された。
車内では仕切パイプ・つり手棒受け一体デザインをやめ、1次車と同様の形態に戻された。つり革は丸型から後の標準となる三角形のものを使用したほか、以降は全車両の荷棚を金網式に変更した。

### 暫定8・9両編成
1969年（昭和44年）8月25日から朝ラッシュ時の混雑緩和のため、一時的に7両編成10本を8両編成2本 (6M2T) ・9両編成6本 (8M1T) 化した変則編成が造られた。これは全体の車両数を増加せずに車両編成を増車するための施策であった。
ただし、工場入場時には正規の7両編成に戻すことが決められていたため、編成が変更される場合があった。

### 5次車（1977年製）
- 5101 - 5115号・5335 - 5349号・5901 - 5921号

東西線開業後は沿線開発によって西船橋方面から都心方面への乗客が激増した。このため、1977年（昭和52年）10月実施の輸送力増強時に一部列車を10両編成化させるための中間車を51両増備した。この結果、暫定的な8・9両編成は解かれ、車両編成は7両編成と10両編成になった。
基本的には従来の7両編成に、新製した5200形 - 5100形 - 5900形を直接組み込んで10両編成化した（15編成）。この他に、5900形のみを6編成分製作し、別な7両編成から抜き出した5200形 - 5600形を組み合わせて10両編成化した（6編成）。この7両編成から中間車2両が抜かれて5両編成となった編成（6編成）は、2本を連結して10両編成化した。この時点で7両編成14本と10両編成24本（10両貫通編成21本・5両＋5両編成3本）となった。
5次車以降は深川検車区の連絡レールが撤去されたため、中野駅からの搬入となった。以後の東西線車両は全てこのルートから搬入されている。
新形式の5100形と5900形が製造され、検車区内で車両を分割する必要があることから簡易運転台を設置した。コストダウンのため戸袋窓の廃止、5200形両端の貫通扉省略や信頼性を落とさずに一部材料の材質変更などが実施された。火災対策の強化として、座席表地の材質変更、消火器の増設が行われた。放送品質向上のため、車内スピーカーはホーン形2台からダブル・コーン形6台に増設した。
台車はミンデンドイツ式からS形ミンデン式（片板ばね式FS502形）に変更し、固定軸距2,100 mmから2,200 mmとなった。その他、新製時より保安ブレーキ装置を設置した。また、空気圧縮機は以降、ロータリー式からレシプロ式に変更した。
この他、前述の竜巻脱線事故で廃車となった5818、5252号車も、この5次車と同様の仕様で代替新造された。この車両は製造時期から5次車2両口として呼称されている。

### 6次車（1979年製）
- 5116 - 5119号・5122 - 5126号・5350 - 5358号・5922 - 5926号

1979年（昭和54年）8月から9月にかけて10両編成の本数を増やすため、中間車23両を増備した。この他に6次車には千代田線用の中間車3両が新製されている。6次車の仕様は5次車とほぼ同一である。基本的には
- 7両編成1本に5200形 - 5100形 - 5900形を組み込み10両編成化。
- 7両編成4本に5200形 - 5100形のユニットを組み込み、5200形 - 5600形のユニット抜き出した。
- 5両+5両編成2本に5200形 - 5100形 - 5900形を組み込み、先頭車など3両を捻出した。これに前述の抜き出した5200形 - 5600形ユニット2組と5200形 - 5100形 - 5900形を組み込んで10両編成2本を製作した。

最終的には7両編成13本、10両編成27本（10両貫通編成26本・5両+5両編成1本）となった。

### 7次車（1981年製）
- 5120・5121号・5360 - 5365・5687 - 5690号

1981年（昭和56年）10月の輸送力増強用として中間車12両を製造した。この新製増備車に、千代田線から転属した47両を東西線用とした。
基本的には6次車以降とほぼ同一の仕様だが、台車はU形ゴムパッドを挿入したSUミンデン式台車FS502B形に変更した。
- 東西線用には5両+5両の連結編成に、それぞれ新車5200形 - 5100形を組み込み、7両編成2本化した。
- 千代田線からは10両編成1本・7両編成1本・5両編成6本の47両が東西線に転属した。
  - 10両・7両編成はそのままで運用をしたが、5両編成4本には新車5200形 - 5600形ユニットを組み込んで7両編成化した他、残る5両編成2本は連結して10両編成化した。

この結果、東西線用の本形式は7両編成20本、10両編成28本（10両貫通編成27本・5両＋5両編成1本）の計420両となった。

### 千代田線用
千代田線には、当初から電機子チョッパ制御を採用した6000系車両を投入する予定であった。しかし、当時新しい制御方式であるチョッパ制御の開発・試験には大きく時間を要したことから、千代田線最初の開業には間に合わなかった。このため、東西線用として製造していた本形式を千代田線に投入した。ただし、千代田線での長期の運用を考慮しておらず、将来の東西線輸送力増強時には同線に転籍させることを考慮していた。
基本的な仕様は東西線用と同様であるが、千代田線のラインカラーとしてグリーン帯を巻いたほか、保安装置にはCS-ATC装置を搭載し、運転台計器盤上部には大形の車内信号表示器が設置された。ただし、国鉄常磐緩行線との直通運転時には6000系と同型の速度計周囲に車内信号が表示される方式に改造した。
千代田線は1978年（昭和53年）の全線開業後は小田急小田原線への乗り入れを開始したが、本形式は6000系2次試作車（第01編成）とともに乗り入れ対象外とされた。

#### 千代田線用4次車（1969 - 1970年製）
- 5039 - 5048号・5315 - 5334号・5677 - 5686号・5839 - 5848号

1969年（昭和44年）12月の初期開業区間（北千住 - 大手町間）用として3両編成10本が製造された。その後、輸送力増強のために中間車10両（2両を5編成分）を製造し、同線は1970年（昭和45年）12月14日から5両編成化された。
なお、千代田線の車両搬入は当初から綾瀬検車区にて実施され、未開業の綾瀬 - 北千住間は国鉄常磐線を使用する形で入出庫を実施していた（同区間は常磐線高架化工事のため、営団地下鉄が国鉄に貸与していた）。
1970年（昭和45年）10月から綾瀬検車区で1回目の定期検査（当時綾瀬工場は未完成）を実施し、合わせて国鉄常磐線乗り入れ対応改造を施工した。内容は前述の車内信号表示器の改造の他、10両編成時の先頭車となる車両に国鉄形列車無線装置、信号炎管の搭載などが実施された。また、この時に前面の識別帯を115 mm幅から530 mm幅に拡大した。
1971年（昭和46年）3月20日の大手町 - 霞ケ関駅間開業時に千代田線は10両編成運転を開始した。この時に6000系車両が営業運転を開始するとともに、本形式は5両編成を2本を連結して10両編成化された。

#### 千代田線用6次車（1979年製）
- 5127号・5359号・5927号

1979年（昭和54年）の千代田線北綾瀬支線（北綾瀬 - 綾瀬）駅間開業用の車両を組成するために中間車3両を増備した。これは10両編成を組成する5両＋5両編成に中間車3両を組み込み10連貫通編成化し、そこから3両編成1本（先頭車2両・中間車1両）を捻出し、これを北綾瀬区間列車用に充当することとなった。
この北綾瀬支線開業時点では6000系1次試作車を営業用に改造した6000-（ハイフン）車と、前述の本形式を合わせた3両編成2本を使用車両として予備編成はなかった。このため、本線用の5両＋5両の連結編成を3両＋7両に組成変更し、3両編成を北綾瀬区間列車の予備車として使用できるようにした。この時、中間に閉じ込められていた5846、5041、5045は先頭に出ることから、省略されていた前面識別帯を115 mm幅から530 mm幅化、方向幕の整備、マスコンハンドルの交換、ATC装置を旧型から新タイプに交換した。また、保安ブレーキの整備も実施した。
その後、1981年（昭和56年）初頭時における千代田線用の5000系は10両編成5本、3両編成1本の53両であった。そして、同年には東西線の輸送力増強用として同線への転属を実施することとなった。このため、千代田線には6000系4次車（第22 - 28編成・一部は輸送力増強用）を投入し、千代田線用の本形式は北綾瀬支線として使用される3両編成2本を残し、残る47両は東西線へと転属させた。
なお、転籍時に本形式に搭載していたCS-ATC装置、誘導無線装置などの機器は6000系4次車に移設改造を行った。

##### 千代田線北綾瀬支線開業に際して
千代田線用として実用化される電機子チョッパ制御の試作車として製造された6000系1次試作車（3両編成）は当初、2社のチョッパ装置と抵抗式制御装置を搭載していた。その後、北綾瀬支線車両として営業運転を実施するにあたり、本形式と同一の台車・制御装置、ブレーキ装置などを搭載する改造を受けた。その後、台車は東西線で廃車となったSUミンデン式FS502A形台車に交換されたが、同車は本形式の抵抗制御時代の走行機器を使用していた車両である。

## 改修工事など

### 改修工事の施工
営団地下鉄では定期的に車体の改修工事を行う方針で、特に規模の大きい「改修工事」と呼ばれる工事は以下の通りである。これらの改修工事は東西線用は深川工場内の車体更新修繕場にて施工されたほか、千代田線用は綾瀬工場で施工された。
- 2次車以降は9年経年でC修工事、9年経年（18年目）でB修工事、さらに9年経年（27年目）でC修工事、さらに9年経年（36年目）でA修工事を実施する方針であった。
- 上記の更新周期は帝都高速度交通営団「60年のあゆみ」を参照。なお、車体の古い1次車は18年目でB修工事だが、6年と12年経年でC修工事を施工する方針であった。

C修工事は簡易改修工事で、床舗装修理・座席モケット・窓枠・車体各部の簡易補修などが実施された。この工事は東西線用は1972年（昭和47年）11月から、千代田線用は1979年（昭和54年）11月から開始された。
B修工事は「大規模改修工事」で車体・台枠・屋根をはじめ化粧板や床敷物交換・側出入口修理・側扉交換など車体全般におよぶ。東西線用において1979年（昭和54年）7月から開始された。
外観では3次車にあわせた箱型ベンチレーターに交換が実施されたほか、路線識別帯の再塗装などが実施されている。
車内では化粧板や床敷物の交換が実施されたほか、座席モケットの交換（エンジ色から茶色系。なお、経年劣化対策で座席表地は定期的に交換をしている） などが実施された。化粧板は初期施工車は原形の濃いクリーム色だが、1986年（昭和61年）頃の施工車からは白色系のものを使用した。
側扉は交換され、ステンレス車では室内側はステンレス無地のものとなった。一方、アルミ車では6000系の更新車用に準じた扉に交換され、ドアガラスは金属押さえ面、室内側は化粧板仕上げとされた。乗務員室では改造や室内の配色変更（ライトグリーン色に統一）や運転席背面窓が半分程度の高さに縮小された。
特に1985年度（昭和60年度）施工車からは側面戸袋窓の閉鎖が改修内容に加えられ、外観に変化が生じた。改修直後は10両全車両が「戸袋窓なし編成」も存在したが（中間に5次車以降を組み込んでいるため）、05系落成後の編成替え後は「戸袋窓あり・なし」の混同した編成のみとなった。ただし、戸袋窓の閉鎖はステンレス車だけで、アルミ車の改修では戸袋窓の閉鎖は施工されなかった。

### その他の工事
本形式はその時代に合わせて各種改修工事が施工されてきたが、比較的大きな改修工事を以下に述べる。なお、経年劣化による台車枠の交換や保安ブレーキの新設などは前述した。
離線対策として5200形以外に5000形に搭載されていたパンタグラフは、1986年（昭和61年）8月から東西線用の車両で撤去された。
1989年度からは保安性の向上を目的に、JR線用の保安装置をATS-Bから、ATS-Pへ改造する工事が実施された。床下ではATS-P制御装置の新設、運転台ではATS-P表示灯を新設した。
これに合わせて車掌台側にATS-P開放スイッチ、列車番号設定器等の新設を行い、車掌台側の正面ガラス部にあった快速種別表示器は廃止され、前面方向幕に快速種別が表示されるようになった。また、同時期に電気連結器が撤去されている。

## 本系列を用いた試験

### ボルスタレス台車の走行試験
本形式の5335号車では1979年（昭和54年）7月から1981年（昭和56年）5月にかけて、住友金属工業と共同開発した試作ボルスタレス台車FS500A形の走行試験を実施してきた。走行実績は半蔵門線用の8000系においてSS101形として実用化された。

### 高周波分巻チョッパ制御の実用化試験
1987年（昭和62年）2月に本形式に、更新車両05系用として採用を予定した1,500V用の高周波分巻チョッパ制御の試験装置の実車走行試験を実施した。車両は5802編成（7両編成）から電動車ユニット1組が外された5両編成が使用され、5202号車の室内にはチョッパ制御装置が艤装された。編成は3M2Tであるが、分巻チョッパ試験時は1M4Tとされた（機器は1C4M・単相チョッパ）。2月8・11・12日の終電後に東陽町 - 茅場町間同一方向の折り返し試運転とされた。
試験用の分巻チョッパ装置は、銀座線01系用の機器に性能向上を加えたもので、素子には電機子・界磁ともに1,500V用として4,500V級のGTOサイリスタを採用した。チョッパ装置の素周波数は、電機子チョッパが力行時300Hz⇔600Hz⇔900Hz、ブレーキ時は900Hz、界磁チョッパが300Hzである。
この新型分巻チョッパ装置には以下の制御機能が導入されている。
- 電動車の各車軸速度を検出し、マイコンで速度差や加速度・加速度変化率を瞬時に比較演算をし、空転制御を行うことで最大限の粘着を行う「高粘着制御」。
- 上り・下り勾配および曲線など路線条件によって変化する加速度を限流値内で補正し、一定の加速度を引き出す「加速度一定制御」。
- 列車起動時、停止時のジャーク量を最適に変化させ、乗り心地を向上させる「ジャークリミット制御」。

この制御装置は1988年（昭和63年）に実用化に至ったが、日比谷線の更新車両03系を先行して製作することになり、同車が先に落成した。

## その後の動き
1981年（昭和56年）以降は前述の編成で運用されてきたが、東西線は混雑が年々増加し、輸送力増強に迫られていた。このため、1987年（昭和62年）度に7両編成で運用している編成を10両編成化することとなり、不足する車両は1988年（昭和63年）度の半蔵門線半蔵門 - 三越前間開業用の8000系10両編成3本（第12 - 14編成）を前倒しして東西線に搬入した。
これは本形式が製造から20年以上が経過し、他路線では電機子チョッパ制御車をはじめとした新系列車両が導入されているため、旧式化した本形式を導入するのは得策でないためである。この結果、7両編成10本は10両編成7本へ組み替えられた。東西線全体では
- 5000系 7両編成10本・10両編成35本
- 8000系 10両編成3本

この時に5200・5600形の電動車ユニットを電装解除し、付随車化した。合わせて主電動機や空気圧縮機・電動発電機等も撤去された。
そのほか、中間車として使用される5000・5800形は運転台機能を停止させ、前面貫通扉と路線識別帯を撤去したほか、連結幌の接続と車掌台側に仕切扉を設置し、列車間の通り抜けができるように改造した。当初は丸ノ内線300形同様に運転台を完全に撤去し、中間車化することも検討されたが、本形式では見送られた。
その後、05系2次車以降の投入に伴い、最後まで残っていた7両編成10本は10両編成7本へと組み替えられた。最終的には10両編成42本（420両）が本形式の東西線における最終形態となった。アルミ車は10両編成2本に統一されているが、アルミ車で余った5453号だけは車両数の都合からステンレス車編成に組み込まれて運用された。この全編成の10両編成化は1990年（平成2年）6月20日のダイヤ改正時までに実施された。

### 冷房化改造
東西線には1988年（昭和63年）11月から後継車となる05系の製造が開始され、東西線の車両冷房化はすべて05系の新製で対応する予定であった。しかし、東西線は車両数が膨大であること、この時点で5次車が車齢10年程度であったこと、東西線の完全冷房化を急いでいたことから本形式も4次車以降を中心に冷房化が施工され、継続使用されることとなった。
当初の計画では10両編成16本（160両）が対象であったが、有楽町線新線（現・副都心線の一部）開業に伴う車両製造（07系）が優先されたことからさらに2次車を中心に追加の改造が行われ、1989年度から1994年度までに東西線用10両編成23本（230両）と千代田線北綾瀬支線用の3両編成2本（6両）が冷房車となった。また、同年度をもって東西線・千代田線ともに全車両冷房化された。
東西線用の冷房改造車（制御装置改造車）は1989年（平成元年）5月31日から東西線内での営業運転が開始され、JR線への乗り入れは6月29日からとなった。営団では1988年（昭和63年）6月1日から車両冷房の運用を開始したが、同年夏の冷房車は暫定使用の半蔵門線用8000系3編成のみであった。05系1・2次車と本系列の冷房改造車が投入された1989年（平成元年）夏から東西線車両による冷房車の運用が開始された。
冷房改造後から廃車までは10 - 15年程度を想定したもので、改造費用を極力抑えたものとなった。このため、車体の補強を不要として大規模な工事を必要としない、また冷房装置は軽量で簡易型のものを採用し、車内も冷房化に伴う改造は最低限の内容となった。冷房装置は三菱電機製の集約分散式CU-764形で、制御は単純な稼働率制御方式（ON/OFF制御方式）とし、冷房能力は24.4 kW (21,000 kcal/h) である。これは屋根の補強を不要とするため、分散方式の冷房機を屋根上に2台搭載することとした。
冷房装置の設置には屋根を切り欠き、取り付け枠をリベット留めし、車内の冷房用ダクトもFRP製の簡易式のものを天井に直付けでリベット留めしたものである。なお、同時期に車体更新B修工事を実施する車両以外は内装の更新は省略された。この改造時に屋根上の通風器（ベンチレーター）は撤去されたほか、2次車は軸流送風機（ファンデリア）を撤去し、扇風機に改造を実施している。
冷房装置搭載に伴うトンネル内の温度上昇を抑制する目的で、東西線用車については冷房改造時に制御装置を発熱量の多い抵抗制御（直列17段、並列24段、弱め界磁10段）から弱め界磁が無段階制御となる界磁添加励磁制御に変更し、発電ブレーキも発熱量の少ない回生ブレーキに改造した。
この改造に合わせて主制御器はABFM-138-15MRH形に改修（型番が15MDH形から15MRH形に変更）されたが、2・3次車の主制御器は新製に近いものとなった。改造時に5800形・5900形に三菱電機製の静止形インバータ（SIV・三相交流440V出力）を搭載した。これは冷房装置5両分と界磁添加励磁制御の励磁電源2ユニット分を供給用するもので、出力は190 kVAとしている。
なお、北綾瀬支線用車（当時）は地上区間でしか運用されないため、抵抗制御のままであった。このほか、同時期に台車は廃車となった東西線車両から転用したSU形ミンデン式FS502A形台車へと交換された。

## 置き換え
スキンステンレス車両は車体の老朽化等もあることから、6000系以降の車両に施工した大掛かりな更新工事は施工せず、置き換え時期を迎えた車両から順次廃車を実施した。

### 05系投入による廃車
前述した冷房化改造を施工した車両は引き続いて継続使用をすることになったが、冷房化改造対象から外れた車両は廃車または東葉高速鉄道へ譲渡された。
東葉高速鉄道へ譲渡する車両は同線の開業時期の遅れから、営団地下鉄での廃車後は各検車区で保管され、改造時期（1995年以降）を迎えた車両から順次冷房化や改造工事を施工して同社に譲渡した。同社への譲渡は10両編成12本（120両）となった（うち2本は入籍せず）。詳細は東葉高速鉄道1000形電車に記す。
また、譲渡対象からも外れた10両編成7本（70両）は1991年（平成3年）3月から1994年（平成6年）7月にかけて廃車とした。なお、東西線開業当初から使用されてきた1次車はこの時点で全車両が廃車とされた。
この結果、1994年度末以降の東西線車両は下記のとおり、05系と本形式はほぼ半数ずつとなった。
- 5000系 10両編成23本（230両）
- 05系 10両編成24本（240両）

### 05N系投入による廃車
冷房化工事など事実上の延命工事を実施していた車両も、予定通り改造から10年程度を経た1999年（平成11年）度から廃車が開始された。この時に投入された05系は8次車として大幅なマイナーチェンジが行われた。同時期には東西線用のアルミ車6両が千代田線北綾瀬支線へと転属された。その後、2003年（平成15年）度までに10両編成15本（150両）が廃車された。
そして2004年（平成16年）4月1日の帝都高速度交通営団（営団地下鉄）民営化による東京地下鉄（東京メトロ）発足時における東西線用の車両数は10両編成8本（80両）となった。
この時点で在籍していた車両は、車体前面・側面に設置していた営団団章「Sマーク」（シンボルマーク）は東京メトロ「ハートM」マークへと交換された。ただし、本形式の側面窓上部のマークは小形であること、また東西線用車両では乗務員室扉直後へのコミュニケーションマークの貼り付けは見送られた（後述の千代田線用車両はコミュニケーションマークは設置済み）。
その後は05系13次車の投入や有楽町線への10000系投入によって同線から転属した07系によって全車両が置き換えられた。これは2007年（平成19年）3月に東西線の保安装置は、開業以来のWS-ATCから新CS-ATCへの切り換えが予定されていたことから、切り換えを前にした2007年（平成19年）3月17日が東西線における最終運行日となった。この置換によって同社はアルミ車100％を達成した。
2007年（平成19年）1月27日に深川車両基地で開催された「さようなら東西線5000系車両撮影会&工場見学会」では、同日時点で在籍していた第59編成（ステンレス車）・第90編成（アルミ車）が05系第02・43編成や東西線転入直後の07系第03編成とともに展示された。
第59編成は途中から「さよなら東西線5000系」と表記された特製ヘッドマークを先頭車前面に装着し、前述の通り同月29日から3月17日の最終営業日まで営業運転に使われた。また、イベント終了後に廃車が決定していた第90編成は車内に開通式や車両の思い出を中心に東西線の昔の写真を展示した後、予定通りに廃車された。このほか、このイベントを記念して特製の一日乗車券も発売された。
2007年（平成19年）12月15日に綾瀬車両基地で開催された「綾瀬車両基地見学会&車両撮影会」では、5952Fが地下鉄開業80周年記念ステッカーを先頭車前面の車両番号プレートの下部に貼り付けし、自動洗浄機体験に使用された。

## 北綾瀬支線用車両

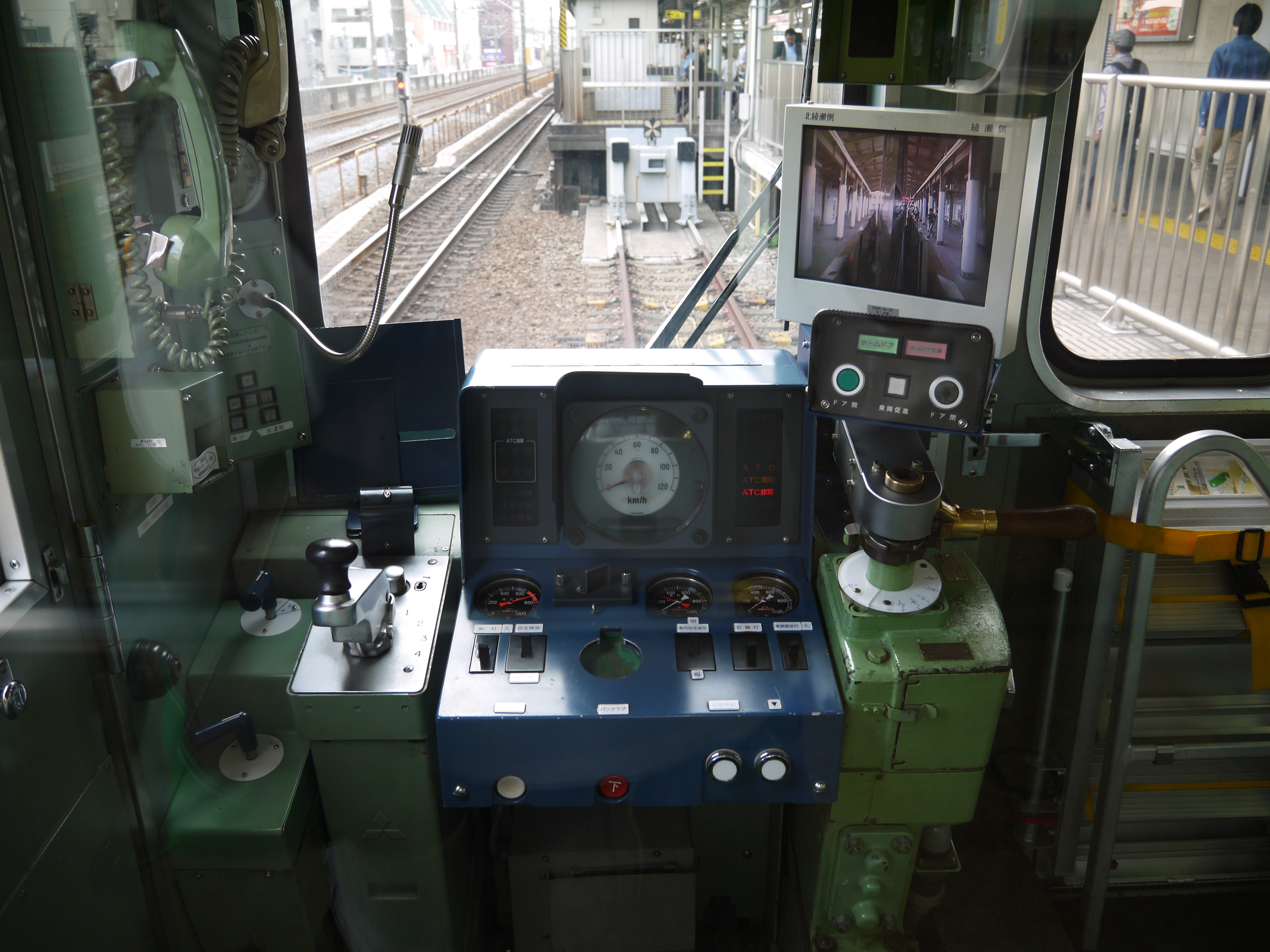
ワンマン対応改造を施した運転台

長らく千代田線北綾瀬支線用として使用されてきたスキンステンレス車両（3両編成2本）は、車体の老朽化や同線の新CS-ATC化を控えた1999年度に車両の置き換えが実施された。
これは同年度に東西線に05系8次車（05N系）を投入し、余剰となったアルミ車10両編成1本のうち、5800形 - 5200形 - 5000形の6両を捻出した。これを深川工場において千代田線用に転籍改造を実施し、6両とも1999年（平成11年）10月中旬に甲種車両輸送で綾瀬検車区まで輸送した。
なお、余剰となったアルミ車4両と旧・北綾瀬支線車両6両は廃車となった。この時にアルミ車は鉄屑価格の高騰から営団地下鉄では特に何もせずに解体されて売却された。
転籍に際して機能停止していた5951・5152号は運転台設備を復活させたほか、5000形は撤去していたパンタグラフを復活させ、合わせて5200形とともにシングルアーム式パンタグラフを設置した。
運転台は千代田線用に合わせた設備とされ、同線用の新CS-ATC装置を搭載した。制御車の冷房電源は20 kVAの静止形インバータ (SIV) へと交換された。これらの編成は東西線時代の1992年（平成4年）6月に冷房化と添加励磁制御化、車体更新工事（B修工事）を施工していた。
その後、千代田線北綾瀬支線ワンマン運転化を控えた時期に、ワンマン対応改造が実施された。
保安装置には自動運転機能を持つATO装置を搭載し、運転台では防護無線機能付誘導無線装置の搭載や出発監視装置（車上モニタ装置）・ドア開閉スイッチや前灯点滅制御器などが新設された。
このほか、乗務員室と客室の仕切扉に電磁鎖錠機能を追加、客室の非常通報装置は乗務員と相互通話が可能な対話式へと変更した。さらに車体側面にホーム監視カメラを搭載し、誤動作を防ぐためにホーム側の側窓を固定式に改造した。その後、北綾瀬支線は2002年（平成14年）3月23日からワンマン運転を開始した。
このワンマン運転に対応させたアルミ車2編成（5951編成・5952編成）は、6000系1次試作車（6000-（ハイフン）車）とともに2014年（平成26年）に至るまで北綾瀬支線において運用されていたが、製造から47年経過していることから、2014年4月28日から運用を開始した北綾瀬支線用に改造された05系に置き換えられ、同年5月30日を以って引退した。営業運転終了後に『タモリ倶楽部』の収録で5951Fが2往復運転された。

## 廃車の状況
廃車された車両は基本的に行徳検車区（現・深川検車区行徳分室）にて解体処分され、産業廃棄物処理業者を経て金属屑として売却されている。
ただし、ステンレス車に組み込まれて1993年（平成5年）に廃車となったアルミ車5453号車は、営団地下鉄と社団法人日本軽金属協会（当時）と共同でアルミ合金別に選別・回収・溶解の上、元のアルミ合金に蘇らせた。そして、05系第24編成の車体構体部品や車内の荷棚受け、つり手棒受け等にリサイクルされた。鉄道車両構体のリサイクルは当時日本で初めての試みだった。
この時に営団はアルミ車体が熱や荷重によって、どの程度痛んでいるのかを測定したところ、25年程度の使用では補修の必要はないとの結果が出た。

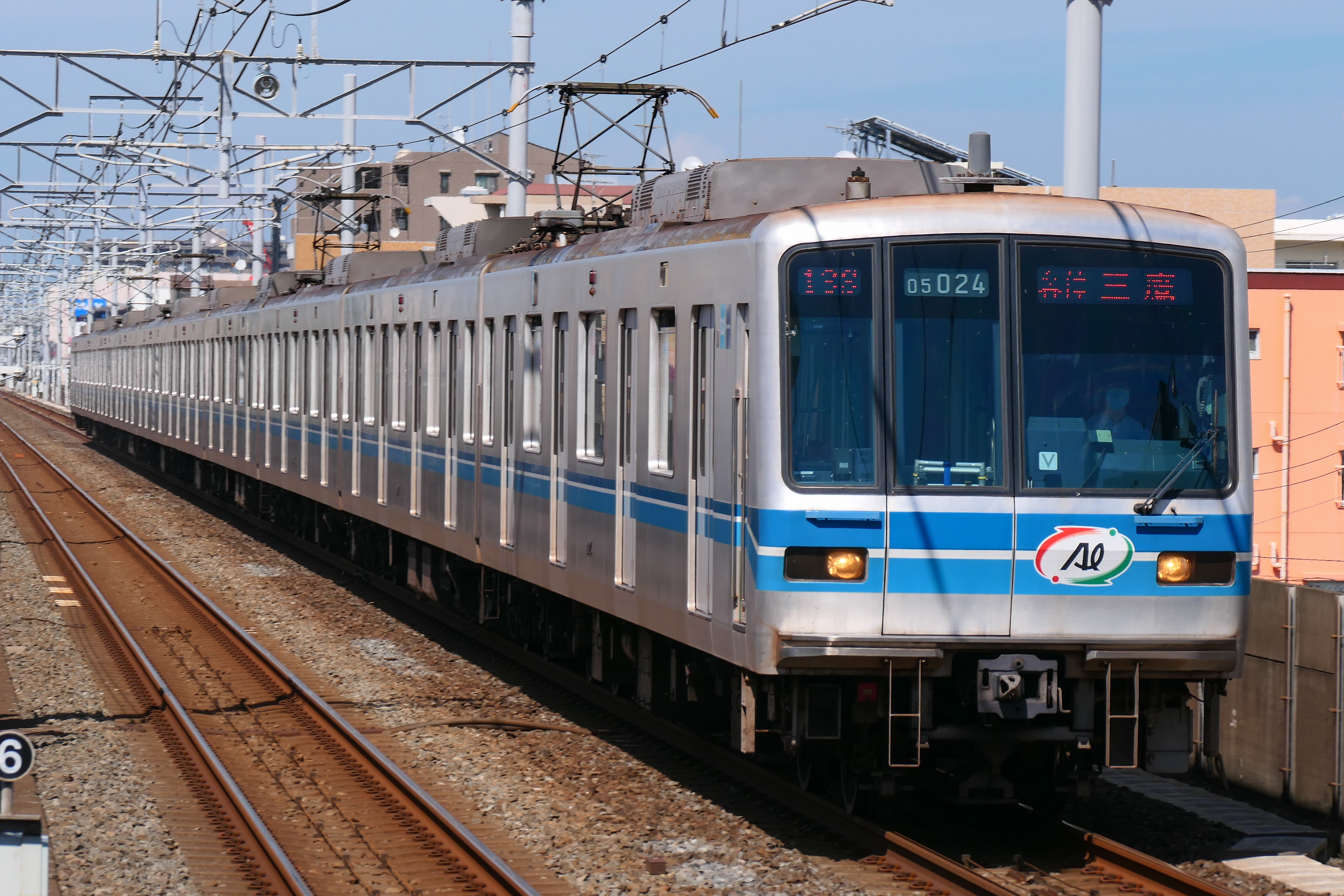
05系第24編成は、アルミ車5453号車からリサイクルされたアルミ合金が使われており、「アルミ・リサイクルカー」という愛称が付けられた（2022年8月8日、行徳駅）

### 廃車後の利用

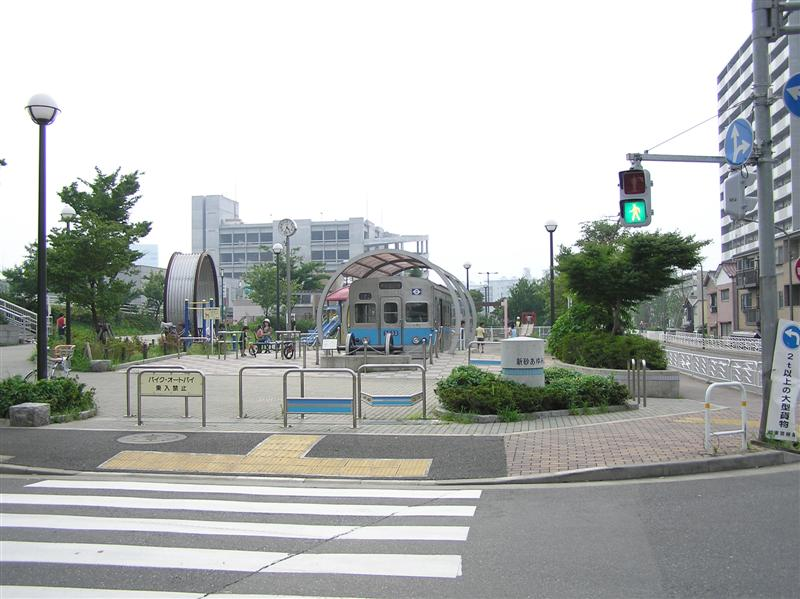
2013年まで静態保存されていた5833号車 （2006年7月16日、新砂あゆみ公園）
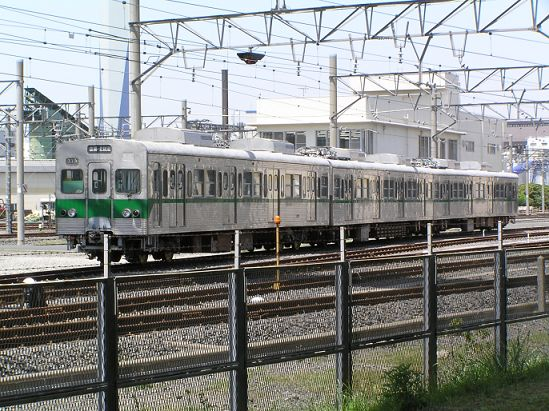
構内の入れ換え用に使用されていた、元千代田線北綾瀬支線用車両 （2005年、新木場検車区）
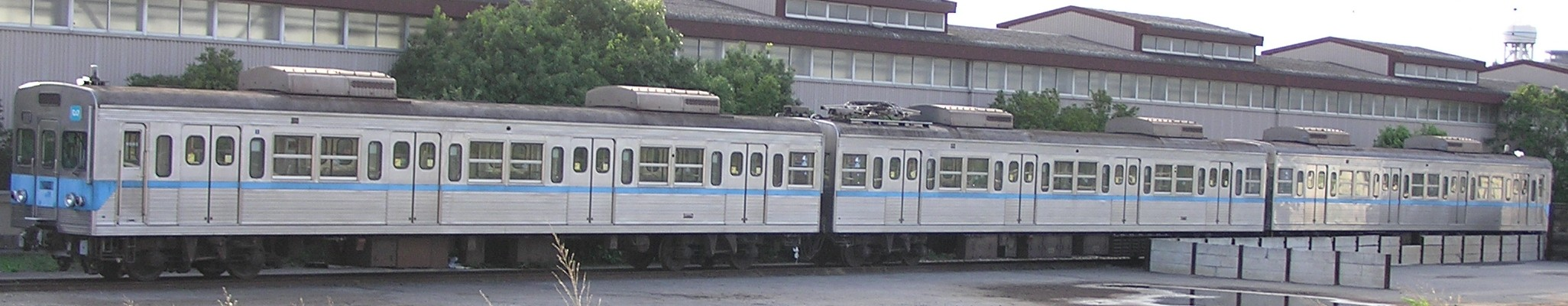
3両で留置中の元第97編成の一部 （2006年9月23日、行徳検車区近くの公道より）
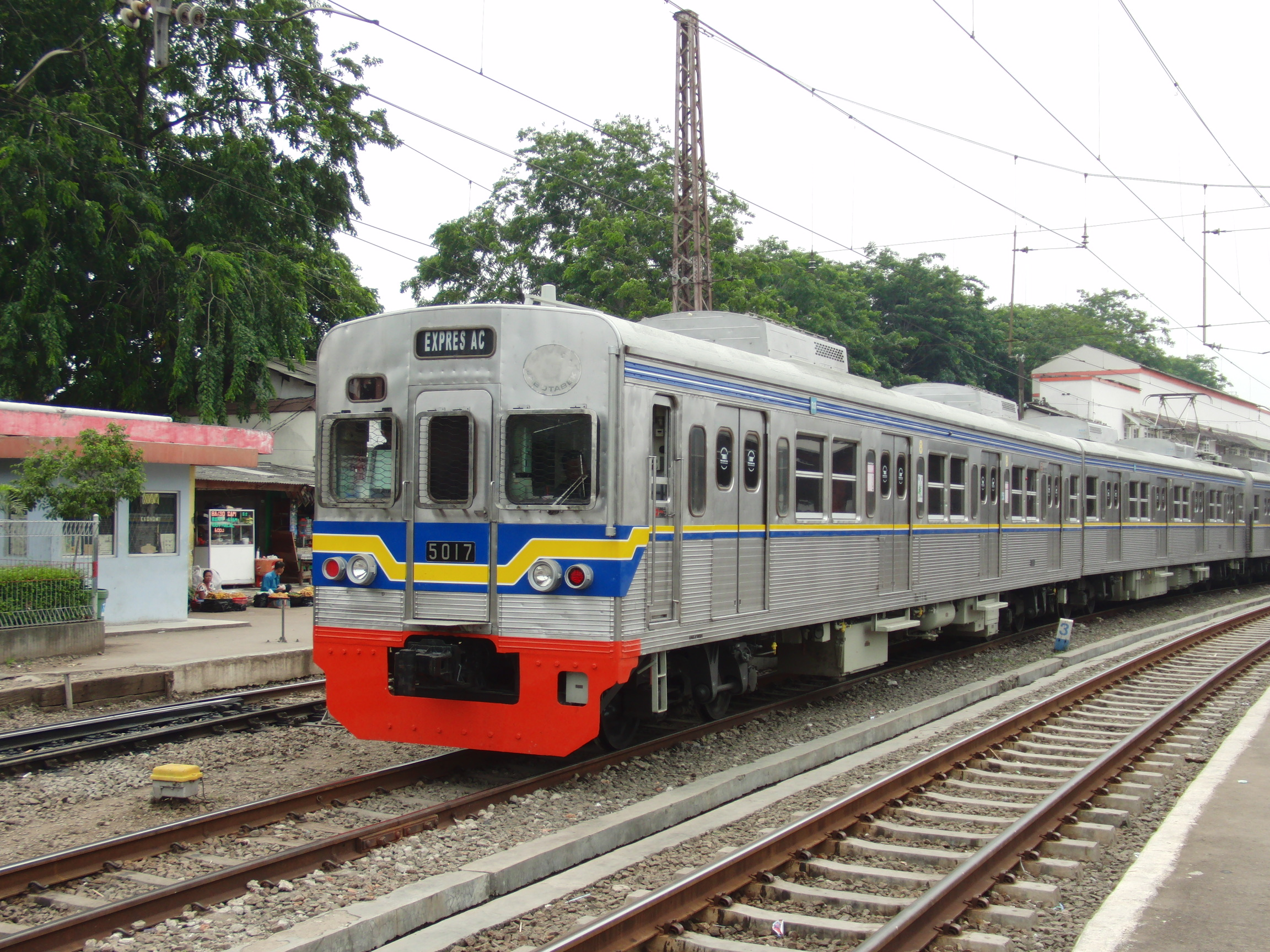
ジャカルタで使用中の車両 （2010年11月17日、ジャカルタコタ駅）
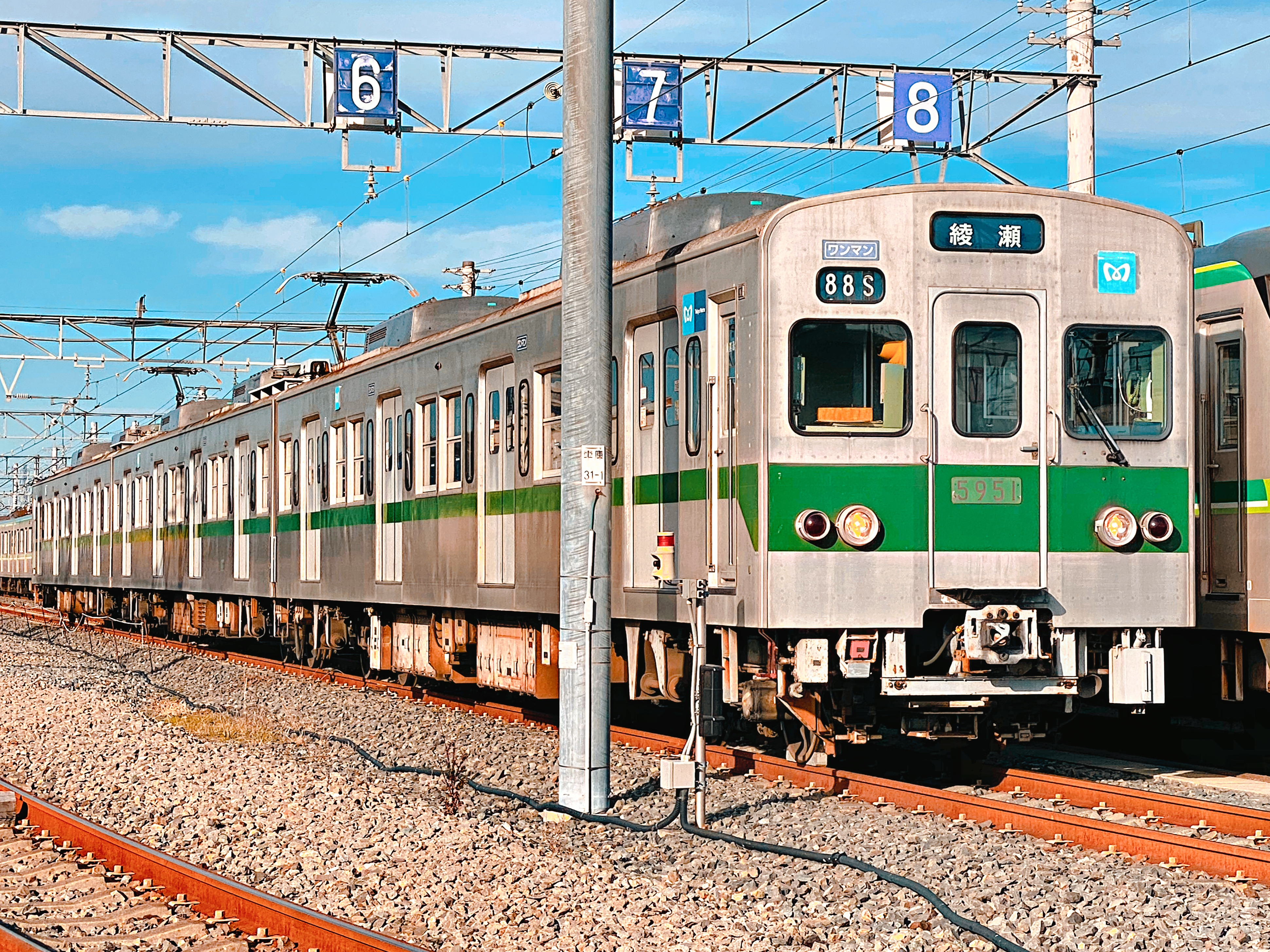
綾瀬車両基地にて保存中の北綾瀬支線用5000系5951F（2019年11月17日、綾瀬車両基地）

アルミ車のリサイクルや東葉高速鉄道への譲渡については前述したので、本節では省略する。
トップナンバー車である5001号車は日比谷線3000系3001号車ともに地下鉄博物館で静態保存する計画があった。このため、1991年（平成3年）3月の除籍後も行徳検車区（当時）内で保管されていた。しかし、日比谷線から長野電鉄に譲渡した3000系車両が踏切事故で損傷し、3001号車はその代替車として同社に譲渡されることとなったため、3001号車譲渡決定後の1994年（平成6年）2月に5001号車は解体処分された。
1990年代前半に廃車となった車両のFS502A形台車などは千代田線北綾瀬支線で運用されていた6000系1次試作車や5000系に転用された。このほか、FS502形台車など部品の一部は大井川鐵道（京阪電気鉄道3000系の譲受改造に使用）に譲渡されて使用されている。
1994年（平成6年）7月に廃車となった5811編成のうち、5811号 - 5226号 - 5011号は新木場CR内で構内の自動入換システム試験車両として使用された。その後、2004年度に解体された。
2000年に廃車となった北綾瀬支線車両のうち、5846編成3両は新木場CR内で入換車として使用されていたが、2005年（平成17年）に解体された。
2001年（平成13年）に廃車された先頭車のうち、5833号車の車体は後部から車両中程までがカットされ江東区に寄贈、南砂町駅の3番出口前にある新砂あゆみ公園に静態保存されていたが、相次ぐ部品の盗難や悪戯などにより、外装や内部の破損や欠損が激しくなっていた。2013年9月に南砂町駅改良工事に伴い、撤去された。
2005年には廃車後に短縮された5847編成の3両が深川・行徳両検車区の教習用車両に転用されて使用されていたが、2007年に解体された。その後は5950編成(７両に短縮され、保存される事が検討されたが、実現されなかった)の3両が教習用車両として使用されていたが、2010年に解体された。
冷房改造車の廃車が始まる頃にはしなの鉄道との間に譲渡計画が存在したが、同社側の計画変更により実現しなかった。しかし、置き換え末期の2006年になってからインドネシアの鉄道会社であるPT. Kereta Api（現.PT Kereta Commuter Indonesia）との間で売却交渉が成立し、当時の東西線の在籍車はジャカルタ近郊輸送用として輸出されることが決定した。5817以下の10両（第67編成）は同年10月15日に、5816以下の10両（第66編成）は12月17日に川崎市営埠頭へ運び込まれ、輸出された。2007年4月22日には5809以下10両（第59編成）も輸出された。
2024年（令和6年）5月現在、5951Fが綾瀬車庫に動態保存されている。

## その他
2005年（平成17年）末から東京地下鉄では優先席付近のつり革を白色からオレンジ色に交換を進めていたが、東西線用では全編成が交換されなかった。
2006年（平成18年）10月に公開された映画『地下鉄（メトロ）に乗って』の撮影のため、当時東西線に残っていたアルミ車編成が300形をイメージしたラッピングに変更された。撮影終了後は元に戻されている。

## 編成表
| - 茶色文字 : 1次車（1964年製造） - 橙文字 : 2次車（1966年製造） - 青文字 : 3次車（1967年製造） - 緑文字 : 4次車（1968年 - 1970年製造） - 水色文字 : 5次車（1977年製造<5818,5252代替新造車は1979年製造>） - 黄緑色文字 : 6次車（1978年 - 1979年製造） - 紫文字 : 7次車（1981年製造） | - CM : 制御電動車=5000形 - CT : 制御車=5800形 - M1 : パンタグラフと制御器を搭載する中間電動車=5200形 - M2 : MGとCPを搭載する中間電動車=5600形 - Mc : 簡易運転台付き電動車（性能はM1）=5100形 - Tc : 簡易運転台付き付随車=5900形 - T : 中間付随車（性能はTc）=5200形・5600形電装解除車 |
| - 太字 : 戸袋窓閉鎖車（5次車以降は新造時から・少なくとも●編成については書体の車両のみ） - 斜体 : アルミ車 - ◇ : 西船橋方に菱形パンタグラフを搭載 - △ : 綾瀬方にシングルアーム式パンタグラフを搭載 - ● : 民営化時点で在籍（2004年4月1日） - ▲ : 非冷房で除籍                         | |

### 東西線
1964年に製造された1次車を表記している。
なお、編成番号は営業運転開始時のもの。
| 編成 番号 | ← 高田馬場九段下 → | ← 高田馬場九段下 → | ← 高田馬場九段下 → | 竣工日         | 車体製造 |
| 編成 番号 | CM                 | M1◇                | CT                 | 竣工日         | 車体製造 |
| 1▲        | 5001               | 5201               | 5801               | 1964年11月19日 | 汽車     |
| 2▲        | 5002               | 5202               | 5802               | 1964年11月19日 | 汽車     |
| 3▲        | 5003               | 5203               | 5803               | 1964年12月12日 | 東急     |
| 4▲        | 5004               | 5204               | 5804               | 1964年12月12日 | 日車     |
| 5▲        | 5005               | 5205               | 5805               | 1964年11月19日 | 近車     |
| 6▲        | 5006               | 5206               | 5806               | 1964年11月19日 | 川車     |

1966年に製造された2次車を橙字で表記している。
なお、編成番号は営業運転開始時のものであり、製造年月・製作会社は2次車のみ記載する。
| 編成 番号 | ← 高田馬場九段下 → | ← 高田馬場九段下 → | ← 高田馬場九段下 → | ← 高田馬場九段下 → | ← 高田馬場九段下 → | ← 高田馬場九段下 → | ← 高田馬場九段下 → | 製造年月       | 製作会社   |
| 編成 番号 | CM                 | M1◇                | M2                 | M1◇                | M2                 | M1◇                | CT                 | 製造年月       | 製作会社   |
| 1▲        | 5001               | 5201               | 5604               | 5211               | 5603               | 5210               | 5801               | 1966年3月・2月 | 汽車       |
| 2▲        | 5002               | 5202               | 5606               | 5213               | 5605               | 5212               | 5802               | 1966年3月      | 汽車       |
| 3▲        | 5003               | 5203               | 5610               | 5218               | 5609               | 5217               | 5803               | 1966年2月      | 東急       |
| 4▲        | 5004               | 5204               | 5626               | 5239               | 5617               | 5227               | 5804               | 1966年2月・1月 | 近車・日車 |
| 5▲        | 5005               | 5205               | 5624               | 5237               | 5623               | 5236               | 5805               | 1966年2月      | 近車       |
| 6▲        | 5006               | 5206               | 5612               | 5220               | 5633               | 5249               | 5806               | 1966年2月・1月 | 東急・川車 |
| 7         | 5007               | 5209               | 5602               | 5208               | 5601               | 5207               | 5807               | 1966年1月      | 汽車       |
| 8         | 5008               | 5216               | 5608               | 5215               | 5607               | 5214               | 5808               | 1966年2月      | 汽車       |
|           | 5150               | 5452               | 5751               | 5451               | 5750               | 5450               | 5950               | 1966年9月      | 川車       |

以下は、10両編成化後の編成を民営化時点で在籍していた全編成と民営化前に廃車となった一部編成を記している。東葉高速鉄道に譲渡された車両は別項に記す。特記以外は2005年までに廃車（解体車以外の詳細は前述部を参照）。
| 編成 番号 | ← 三鷹・中野西船橋・東葉勝田台・津田沼 → | ← 三鷹・中野西船橋・東葉勝田台・津田沼 → | ← 三鷹・中野西船橋・東葉勝田台・津田沼 → | ← 三鷹・中野西船橋・東葉勝田台・津田沼 → | ← 三鷹・中野西船橋・東葉勝田台・津田沼 → | ← 三鷹・中野西船橋・東葉勝田台・津田沼 → | ← 三鷹・中野西船橋・東葉勝田台・津田沼 → | ← 三鷹・中野西船橋・東葉勝田台・津田沼 → | ← 三鷹・中野西船橋・東葉勝田台・津田沼 → | ← 三鷹・中野西船橋・東葉勝田台・津田沼 → | 備考 |
| 編成 番号 | CM                                       | M1◇                                      | M2                                       | M1◇                                      | Tc/T                                     | Mc/M                                     | M1◇                                      | M2                                       | M1◇                                      | CT                                       | 備考 |
| 51▲       | 5001                                     | 5201                                     | 5604                                     | 5211                                     | 5217                                     | 5610                                     | 5218                                     | 5603                                     | 5210                                     | 5801                                     | 1991年廃車                                                                                                  |
| 57●       | 5007                                     | 5209                                     | 5606                                     | 5213                                     | 5233                                     | 5615                                     | 5223                                     | 5601                                     | 5207                                     | 5807                                     | 2004年12月廃車。下線は第52編成から移動。 それまで組み込まれていた5602・5208・5609・5611・5219は1991年廃車。 |
| 58●       | 5008                                     | 5328                                     | 5680                                     | 5318                                     | 5608                                     | 5681                                     | 5319                                     | 5679                                     | 5317                                     | 5808                                     | 2004年12月廃車。下線は第53編成から移動。 それまで組み込まれていた5453は、1993年廃車。                       |
| 59●       | 5009                                     | 5326                                     | 5676                                     | 5313                                     | 5215                                     | 5607                                     | 5314                                     | 5675                                     | 5312                                     | 5809                                     | 2007年4月、インドネシアのPT Kereta Apiへ譲渡。 下線は第53編成から移動。                                     |
| 62        | 5012                                     | 5232                                     | 5620                                     | 5231                                     | 5901                                     | 5101                                     | 5335                                     | 5619                                     | 5230                                     | 5812                                     | 2002年3月廃車。                                                                                             |
| 63●       | 5013                                     | 5235                                     | 5622                                     | 5234                                     | 5902                                     | 5689                                     | 5364                                     | 5621                                     | 5225                                     | 5813                                     | 2005年2月廃車。                                                                                             |
| 64        | 5014                                     | 5241                                     | 5627                                     | 5240                                     | 5614                                     | 5613                                     | 5316                                     | 5625                                     | 5238                                     | 5814                                     | |
| 65        | 5015                                     | 5244                                     | 5629                                     | 5333                                     | 5904                                     | 5686                                     | 5324                                     | 5628                                     | 5242                                     | 5815                                     | |
| 66●       | 5016                                     | 5247                                     | 5631                                     | 5246                                     | 5905                                     | 5688                                     | 5363                                     | 5630                                     | 5245                                     | 5816                                     | 2006年度、PT Kereta Apiへ譲渡。                                                                             |
| 67●       | 5017                                     | 5251                                     | 5634                                     | 5250                                     | 5927                                     | 5127                                     | 5359                                     | 5632                                     | 5248                                     | 5817                                     | 2006年度、PT Kereta Api社へ譲渡。                                                                           |
| 68        | 5018                                     | 5254                                     | 5636                                     | 5253                                     | 5911                                     | 5668                                     | 5301                                     | 5635                                     | 5252                                     | 5818                                     | 2003年12月廃車。                                                                                            |
| 77        | 5027                                     | 5281                                     | 5113                                     | 5347                                     | 5925                                     | 5116                                     | 5350                                     | 5653                                     | 5279                                     | 5827                                     | |
| 78        | 5028                                     | 5284                                     | 5103                                     | 5337                                     | 5919                                     | 5119                                     | 5353                                     | 5655                                     | 5282                                     | 5828                                     | 2003年12月廃車                                                                                              |
| 79        | 5029                                     | 5287                                     | 5658                                     | 5286                                     | 5917                                     | 5117                                     | 5351                                     | 5657                                     | 5285                                     | 5829                                     | |
| 83        | 5033                                     | 5299                                     | 5666                                     | 5298                                     | 5923                                     | 5123                                     | 5355                                     | 5665                                     | 5297                                     | 5833                                     | 2001年廃車 5833号のみ新砂あゆみ公園で保存→2013年撤去                                                        |
| 90●       | 5150                                     | 5452                                     | 5751                                     | 5451                                     | 5752                                     | 5753                                     | 5454                                     | 5750                                     | 5450                                     | 5950                                     | 2007年2月廃車 保留のピンク地以外解体。                                                                      |
| 91        | 5151                                     | 5455                                     | 5755                                     | 5457                                     | 5952                                     | 5152                                     | 5458                                     | 5754                                     | 5456                                     | 5951                                     | 2000年千代田線へ転属                                                                                        |
| 97●       | 5048                                     | 5334                                     | 5104*                                    | 5338*                                    | 5922                                     | 5122                                     | 5354                                     | 5685                                     | 5323                                     | 5847                                     | 2005年4月 - 2007年4月廃車 下線は第61編成から移動。*印は第65編成から移動。                                   |

### 千代田線
開業当時の5000系の編成を示している。
| 編成 番号 | ← 綾瀬・我孫子代々木上原 → | ← 綾瀬・我孫子代々木上原 → | ← 綾瀬・我孫子代々木上原 → | ← 綾瀬・我孫子代々木上原 → | ← 綾瀬・我孫子代々木上原 → | ← 綾瀬・我孫子代々木上原 → | ← 綾瀬・我孫子代々木上原 → | ← 綾瀬・我孫子代々木上原 → | ← 綾瀬・我孫子代々木上原 → | ← 綾瀬・我孫子代々木上原 → | 備考 |
| 編成 番号 | CM                         | M1◇                        | M2                         | M1◇                        | CT                         | CM                         | M1◇                        | M2                         | M1◇                        | CT                         | 備考 |
| ●         | 5040                       | 5326                       | 5678                       | 5316                       | 5840                       | 5039                       | 5325                       | 5677                       | 5315                       | 5839                       |      |
| ●         | 5042                       | 5328                       | 5680                       | 5318                       | 5842                       | 5041                       | 5327                       | 5679                       | 5317                       | 5841                       |      |

2007年現在運行中の編成を示している。
| 編成 | ← 綾瀬北綾瀬 → | ← 綾瀬北綾瀬 → | ← 綾瀬北綾瀬 → | 備考 |
| 編成 | CT             | △M1            | △CM            | 備考 |
| ●    | 5951           | 5455           | 5151           | 2編成ともそれぞれ東西線時代は7両で運転。 1990年に5752,5753,5454が90Fへ移動、5453が58Fへ移動。 その後この2編成を連結し、2000年に5754,5755,5456,5457が廃車、 千代田線転属と同時に1編成3両ずつに分かれて運行。 |
| ●    | 5952           | 5458           | 5152           | 2編成ともそれぞれ東西線時代は7両で運転。 1990年に5752,5753,5454が90Fへ移動、5453が58Fへ移動。 その後この2編成を連結し、2000年に5754,5755,5456,5457が廃車、 千代田線転属と同時に1編成3両ずつに分かれて運行。 |

## 歴史
- 1964年（昭和39年度） - 1次車製造（東西線用3両編成）。
- 1964年（昭和39年）12月23日 - 東西線開業と同時に3両編成で営業運転開始。
- 1966年（昭和41年）（1965年度）- 2次車製造（東西線用115両）。アルミ車製造開始。
- 1966年（昭和41年）3月16日 - 東西線編成がすべて5両編成化される。
- 1967年（昭和42年度） - 3次車製造（東西線用63両）。アルミ車の製造終了。
- 1968年（昭和43年度） - 4次車製造（東西線用51両）。
- 1969年（昭和44年）8月25日- 東西線で7両編成の運行開始。これに伴い先頭車が編成中間に組み込まれる例が発生する。
- 1969年（昭和44年） - 1970年（昭和45年）度 - 4次車製造（千代田線用50両）。
- 1969年（昭和44年）12月20日 - 千代田線開業と同時に3両編成で営業運転開始。
- 1970年（昭和45年）12月14日 - 千代田線で5両編成の運行開始。
- 1971年（昭和46年）3月20日 - 千代田線編成が5両+5両連結により10両編成となる。
- 1977年（昭和52年度） - 5次車製造（東西線用51両）。
- 1977年（昭和52年）10月1日 - 東西線で10両編成の運行開始。5・7両編成消滅。
- 1979年（昭和54年度） - 6次車製造（全26両/東西線用23両・千代田線用3両）。
- 1981年（昭和56年度）- 7次車製造（東西線用12両）。5000系製造終了。
- 1981年（昭和56年）10月5日 - 北綾瀬支線以外の千代田線での営業運転終了。北綾瀬支線用の3両編成2本を除き東西線に転属。
- 1989年（平成元年）- 冷房改造開始。
- 1990年（平成2年）6月 - 東西線編成がすべて10両編成化される。
- 1991年（平成3年） - 1994年（平成6年）度 - 非冷房車（189両）の本格廃車・残存車の冷房改造・一部廃車編成の東葉高速鉄道への譲渡を実施。
- 1999年（平成11年）11月 - 北綾瀬支線車両が東西線から転属のアルミ車に置き換え。編成中間に組み込まれる先頭車が消滅。
- 2000年（平成12年） - 冷房車の廃車開始。2004年度までに160両を廃車。
- 2002年（平成14年）3月23日 - 北綾瀬支線用車両のワンマン運転開始
- 2005年（平成17年）1月22日 - 東西線開通40周年および妙典駅開業5周年を記念して、ステンレス車でメモリアルトレインが運転されるとともに深川検車区で開業当時の装飾の再現を含む撮影会（詳細は別項）が開催された。
- 2006年（平成18年）- 廃車車両をインドネシアの鉄道公社 (PT Kereta Api) への売却開始。
- 2007年（平成19年）1月27日 - 東西線からの撤退が近づいたことに伴うイベントが開催される。
- 2007年（平成19年）1月29日 - 東西線最後のステンレス車（第59編成）が前面に「さようなら東西線5000系」ヘッドマークを装着して営業運転を開始。
- 2007年（平成19年）2月 - 東西線のアルミ車が廃車により消滅。
- 2007年（平成19年）3月17日 - 東西線での営業運転終了。
- 2007年（平成19年）4月22日 - 第59編成の売却でPT Kereta Apiへの売却終了。
- 2007年（平成19年）5月9日 - PT Kereta Apiでの営業運転開始。ジャカルタ首都圏の通勤電車で使用される。
- 2014年（平成26年）5月30日 - 北綾瀬支線での営業運転終了。